# Chronik der Elektrifizierung von Eisenbahnstrecken in Österreich

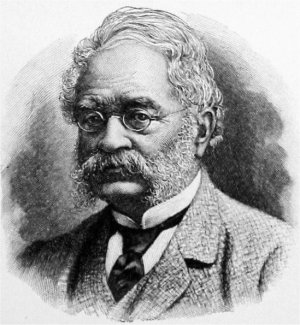
Werner von Siemens

Der elektrische Betrieb von Eisenbahnstrecken in Österreich reicht bis in das Jahr 1880 zurück. Damals wurde als zweite elektrisch betriebene Bahn der Welt eine kleine Ausstellungsbahn im Wiener Prater temporär in Betrieb genommen. Bauherr war, wie schon ein Jahr zuvor bei der Ausstellungsbahn in Berlin, Werner von Siemens. Dieser gilt damit als „Urvater“ des elektrischen Betriebes von Eisenbahnstrecken.

## Geschichtliche Entwicklung

### Monarchie

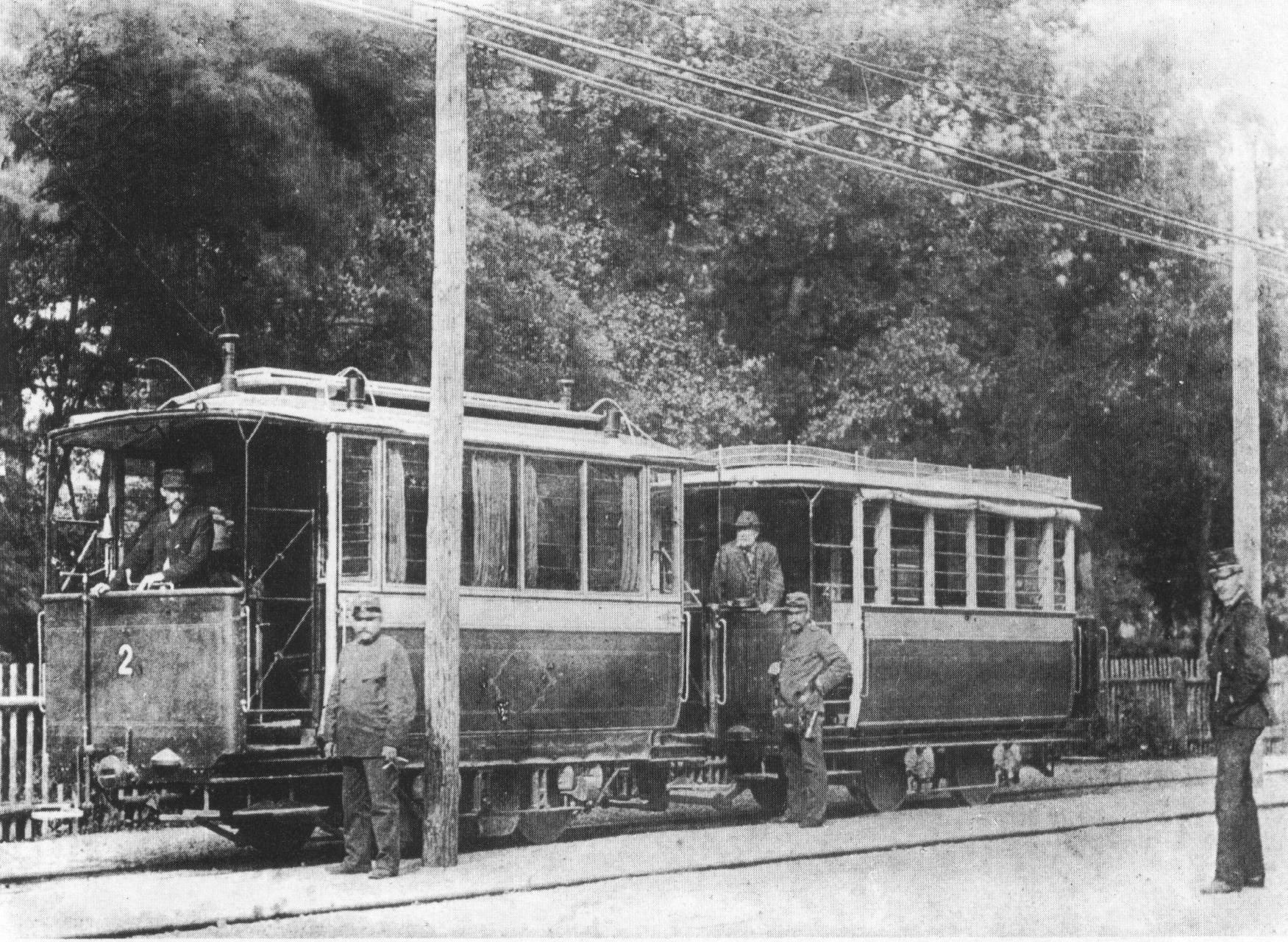
Triebwagen (SB Tw 2) der ersten Generation der Lokalbahn Mödling–Hinterbrühl 1883

Der offizielle Beginn des Zeitalters der elektrischen Bahnen in Österreich fällt auf den 22. Oktober 1883 mit der Inbetriebnahme des ersten Abschnittes der Lokalbahn Mödling–Hinterbrühl zwischen den Bahnhöfen Mödling und Klausen. Diese von der Österreichischen Südbahngesellschaft initiierte und betriebene Bahn hatte bei einer Spurweite von 1000 mm eine Betriebsspannung von 550 V Gleichspannung. Das Oberleitungssystem bestand aus zwei Schlitzrohren, in denen Metallschiffchen glitten. Über isolierte Kabel wurden die Triebwagen mit Strom versorgt. Für den Betrieb der Bahn wurden die Triebwagen 1–15 von Siemens & Halske in Berlin und 11–12 von der Werkstätte der Südbahngesellschaft in Wien gebaut. Als Reserve kam 1884 noch eine kleine Bt-Dampflokomotive hinzu. Da sich die elektrischen Einrichtungen als betriebssicher erwiesen, wurde diese schon 1887 vermietet und 1896 verkauft. Die Lokalbahn Mödling–Hinterbrühl, die als Eisenbahn konzessioniert wurde, war damit die erste öffentliche elektrische Eisenbahn Kontinentaleuropas.
Gleichzeitig war sie Vorbild bei der Entwicklung elektrischer Straßenbahnen und darüber hinaus leitete sie in den 1890er Jahren den Bau von elektrisch betriebenen Lokal- und Industriebahnen ein, der im Jahr 1894 mit der Eröffnung der elektrischen Straßenbahnen in Baden bei Wien und Gmunden begann. In Gmunden wirkten dabei erstmals die Elektrotechnik-Pioniere Stern & Hafferl, die bereits die im Vorjahr eröffnete Schafbergbahn elektrisch betreiben wollten.
Da Wechselstrom besser zur Übertragung der elektrischen Energie über weite Distanzen geeignet war, wurden schon bald erste Versuche vorgenommen, diesen als Bahnstrom zu verwenden. In der Pulverfabrik der Wöllersdorfer Werke wurde die Werksbahn mit Drehstrom elektrifiziert. Anlass war, dass nach Lösungen gesucht wurde, den dort wegen des Funkenfluges gefährlichen Dampfbetrieb zu vermeiden. Dies führte zur Entwicklung der ersten Hochspannungslokomotive der Welt. Die damals noch begrenzte Regelbarkeit von Drehstrommotoren und die komplizierte Oberleitung führten dazu, dass dieses System in Österreich nicht weiter verfolgt wurde.

Inserat der ÖSSW mit der NÖLB E

Die Lösung zeichnete sich 1903 ab, als in Berlin erstmals auf einer Versuchsbahn Einphasen-Wechselstrom mit einer Frequenz von 25 Hz angewandt wurde. Der später vorliegende Bericht und der 1906 erfolgte Antrag zur Elektrifizierung der Mariazellerbahn war die Grundlage für die Einführung der Einphasen-Wechselstromtechnik zum Betrieb österreichischer Bahnen. Selbst als in Italien, begründet durch das mangelhafte Wirken zweier Einphasen-Bahnen, Zweifel aufkamen, ließ sich der Baudirektor der Mariazellerbahn, Eduard Engelmann junior, nicht von seiner Überzeugung abbringen, dass dieses Stromsystem das geeignetste für den Betrieb der Bahn sei. Da sich schon unmittelbar nach der Betriebsaufnahme der Mariazellerbahn am 2. Mai 1907 zeigte, dass der enorme Ansturm mit Dampfbetrieb nicht bewältigt werden konnte, sah man sich genötigt, die Elektrifizierung rasch voranzutreiben. „Zurückblickend kann die Leistung der Beamten des ehemaligen Landeseisenbahnamtes im Verein mit den Österreichischen Siemens-Schuckert Werken in manchen Punkten als beispielgebend für die später erfolgten Bahn-Elektrifizierungen angesehen werden“. Die Ausstattung der Strecke wurde in etwas mehr als drei Jahren von 1907 bis 1911 durchgeführt. Unter Berücksichtigung der schwierigen Geländeverhältnisse, der engen Tunnel, der geringen Radien von bis zu 80 m und letztlich der erforderlichen konstruktiven Neuentwicklungen für viele grundlegende Fragen war die Bahnelektrifizierung eine gewaltige Leistung. Anders als bei Straßenbahnen wurde die Oberleitung mittels massiver Tragwerke und Stahlmasten ausgeführt. Auf umfangreiche Erfahrungen konnte nicht zurückgegriffen werden, da die am 1. August 1904 eröffnete Stubaitalbahn einerseits mit 2.500 V Einphasen-Wechselspannung betrieben wurde und andererseits nur 18,2 km lang war; die Mariazellerbahn war dagegen 91,3 km lang und wurde auf 6.500 V Wechselspannung mit einer Frequenz von 25 Hz ausgelegt. Wie nachhaltig diese Entwicklung war, wird dadurch unterstrichen, dass die Lokomotiven mit Stangenantrieb der ursprünglichen Reihenbezeichnung NÖLB E 103 Jahre lang mit nur geringen Modernisierungen im Planeinsatz waren und erst im Jahr 2013 durch neue Triebwagen ersetzt wurden. Die zur Energieversorgung notwendigen und unter schwierigsten Bedingungen in der Gebirgslandschaft errichteten Kraftwerke wurden zugleich zur Versorgung der Region mit elektrischem Strom herangezogen und bildeten den Grundstein für die niederösterreichische Landesenergiegesellschaft NEWAG, die heutige EVN AG.

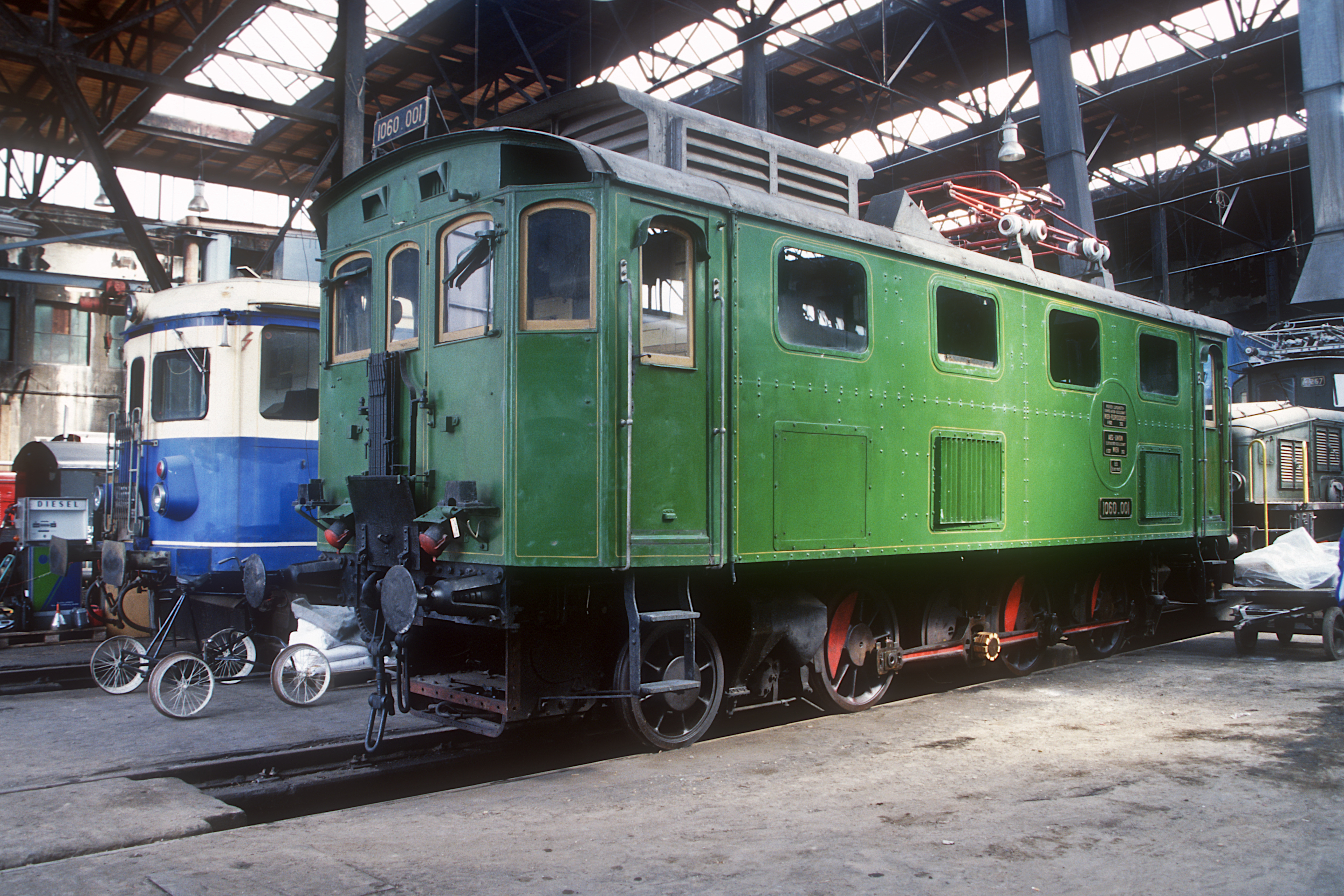
Mittenwaldbahn-Lok kkStB 1060.01

Somit verblieb noch die technische Lösung des elektrischen Betriebes normalspuriger (1435 mm) Eisenbahnen. Mit dem Bau der am 28. Oktober 1912 eröffneten österreichisch-deutschen Mittenwaldbahn sowie der am 29. Mai 1913 eröffneten Außerfernbahn wurden bis heute geltende Grundsätze festgelegt. Die Besonderheit, dass die Mittenwaldbahn von Innsbruck über Garmisch-Partenkirchen nach Reutte verläuft, bedingte bilaterale Verhandlungen zwischen Österreich und Bayern. Bei der Planung der Bahn wurde durch einen Vergleich der Traktionsarten die Erkenntnis gewonnen, dass wegen der Maximalsteigungen von bis zu 36,5 ‰ einzig die elektrische Traktion in Frage kommt; anderenfalls hätte die Streckenführung wesentlich länger, aufwändiger und vor allem teurer gewählt werden müssen. Die Verantwortlichen waren sich jedoch in der Systemfrage der Bahnstromversorgung noch so uneinig, dass drei verschiedene Varianten verfolgt wurden. Zur Zeit der Projektverfassung 1908/09 galt das Einphasensystem mit 10.000 V als wahrscheinlichste Form. Erst 1911 legte sich der technische Ausschuss im Verband Deutscher Eisenbahnverwaltungen auf das Bahnstromsystem mit 15.000 V Einphasen-Wechselspannung mit einer Frequenz von 16 2⁄3 Hz fest, das heute noch bei den ÖBB, der DB, der SBB, der NSB und der SJ Gültigkeit hat. Von den Kaiserlich-königlichen österreichischen Staatsbahnen wurde für den Betrieb die Konstruktion der ersten normalspurigen Elektrolokomotive in Auftrag gegeben, deren mechanischer Teil von der Lokomotivfabrik Floridsdorf (WLF/LOFAG) entwickelt wurde, während den elektrischen Teil die Allgemeine Elektricitäts-Gesellschaft (AEG) beistellte. Die neun beschafften Lokomotiven wurden unter der Reihenbezeichnung 1060.01–09 eingestellt und wiesen bei einer Dienstmasse von 53,05 t und einer Reibungsmasse von 40,8 t eine Dauerleistung von 370 kW bei 36 km/h auf. In der Höchststeigung konnte diese 120 t befördern.
Der Mittenwaldbahn folgte am 5. Februar 1914 die Eröffnung der normalspurigen Pressburger Bahn. Diese hatte die Besonderheit, dass sie im Wiener und Pressburger Stadtgebiet als Straßenbahn geführt und deshalb in den städtischen Bereichen mit 600 V beziehungsweise 550 V Gleichspannung versorgt wurde. Auf der 50,5 km langen Überlandstrecke zwischen den Bahnhöfen Groß Schwechat und Kittsee wurde sie mit 15.000 V 16 2⁄3 Hz betrieben, wobei hier ebenfalls die neu entwickelten Elektrolokomotiven der Baureihe 1060.10–12 eingesetzt wurden. Die unterschiedliche Stromversorgung führte dazu, dass bei durchgehenden Zügen ein zweimaliger Wechsel der Lokomotive erforderlich war. Sieht man von dem nur 5,6 km langen Anschlussstück zwischen der deutsch-österreichischen Staatsgrenze und Salzburg Hbf der Bahnstrecke Rosenheim–Salzburg ab, war die Pressburger Bahn die letzte in der Zeit der österreichisch-ungarischen Monarchie errichtete Eisenbahn.

### Zwischenkriegszeit und Zweiter Weltkrieg

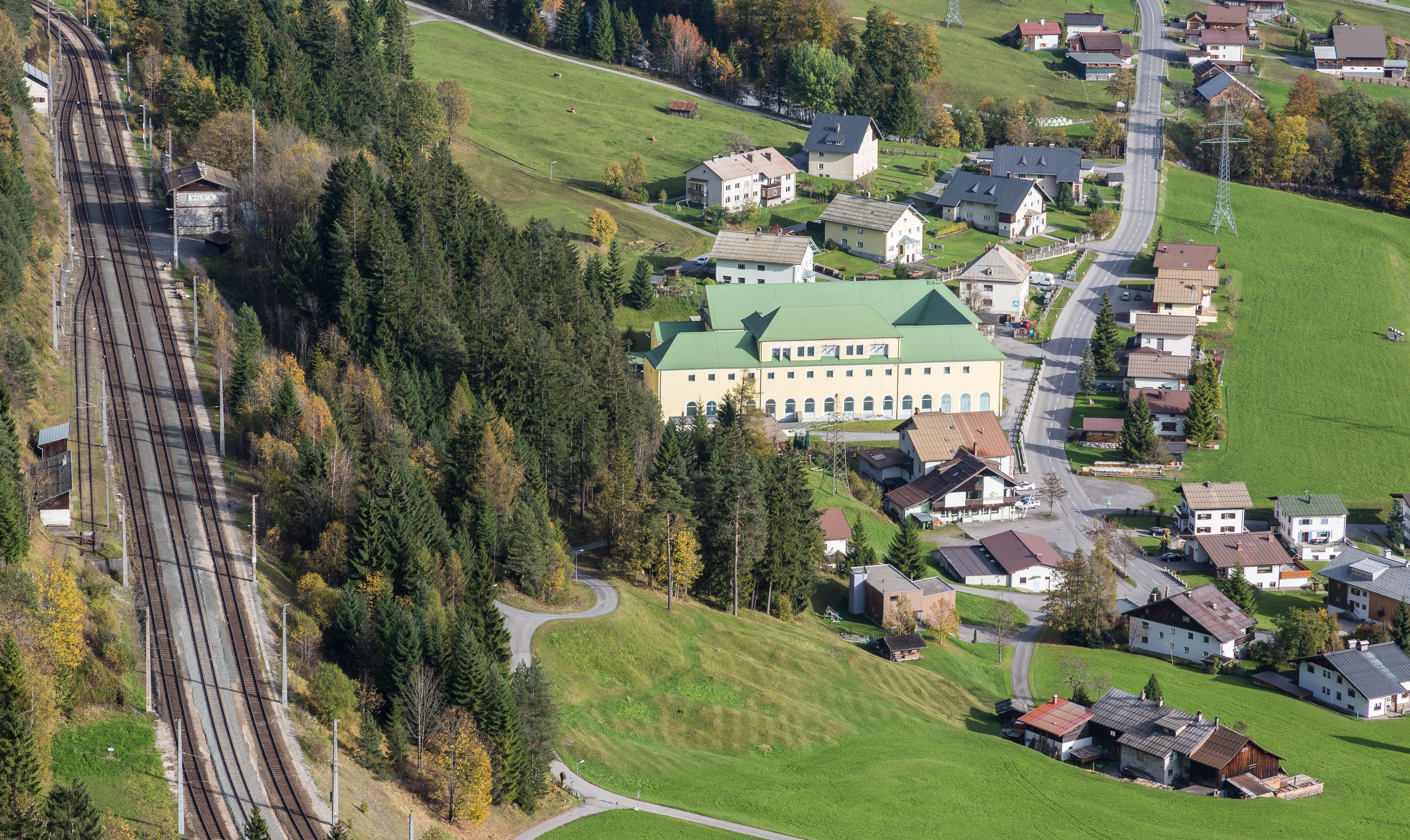
Das in den Jahren 1919 bis 1925 zur Erzeugung von Bahnstrom errichtete Kraftwerk Spullersee liegt direkt an der Arlbergbahn.
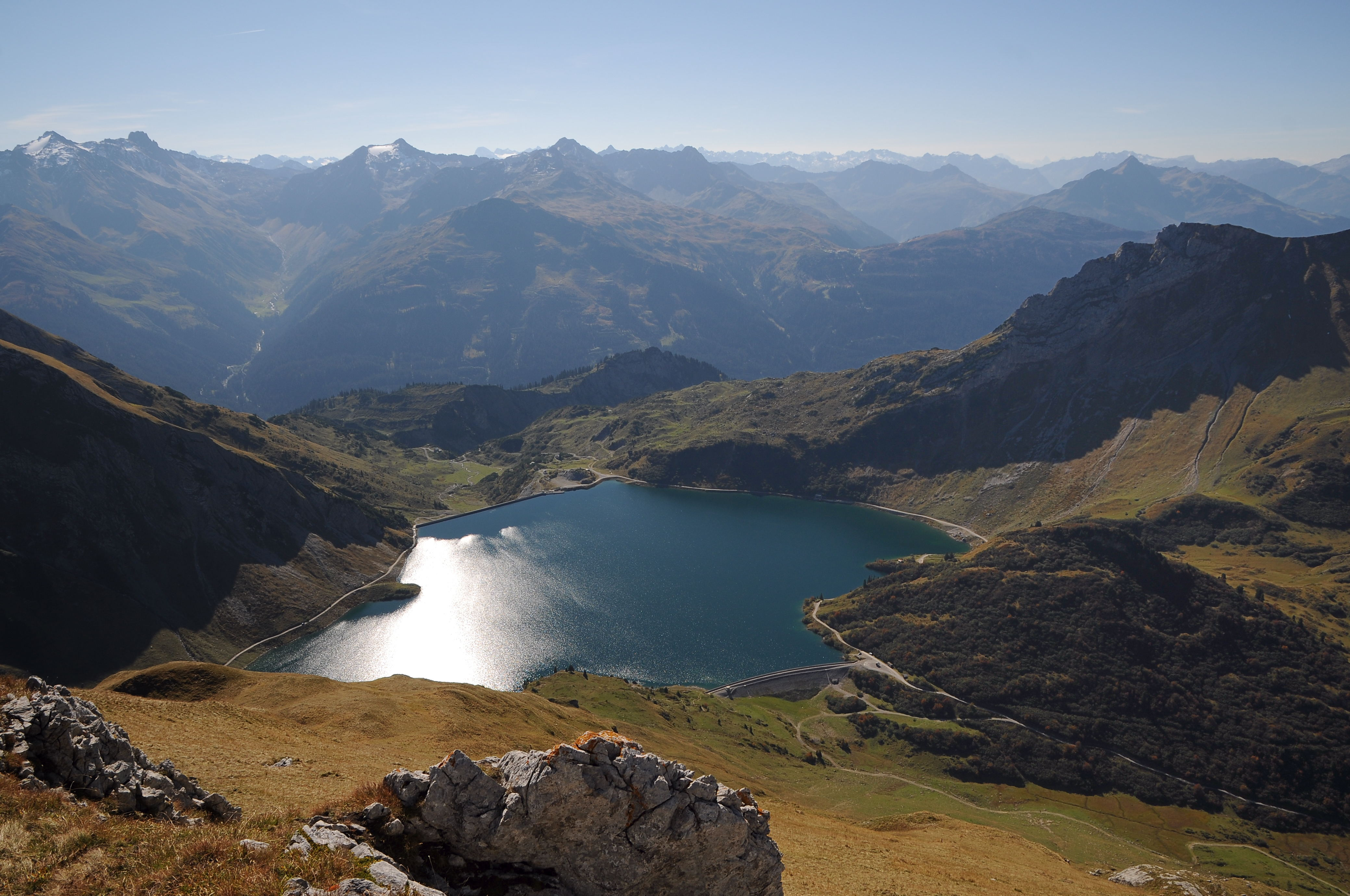
Der Stausee für das Kraftwerk Spullersee auf 1827 m Höhe.
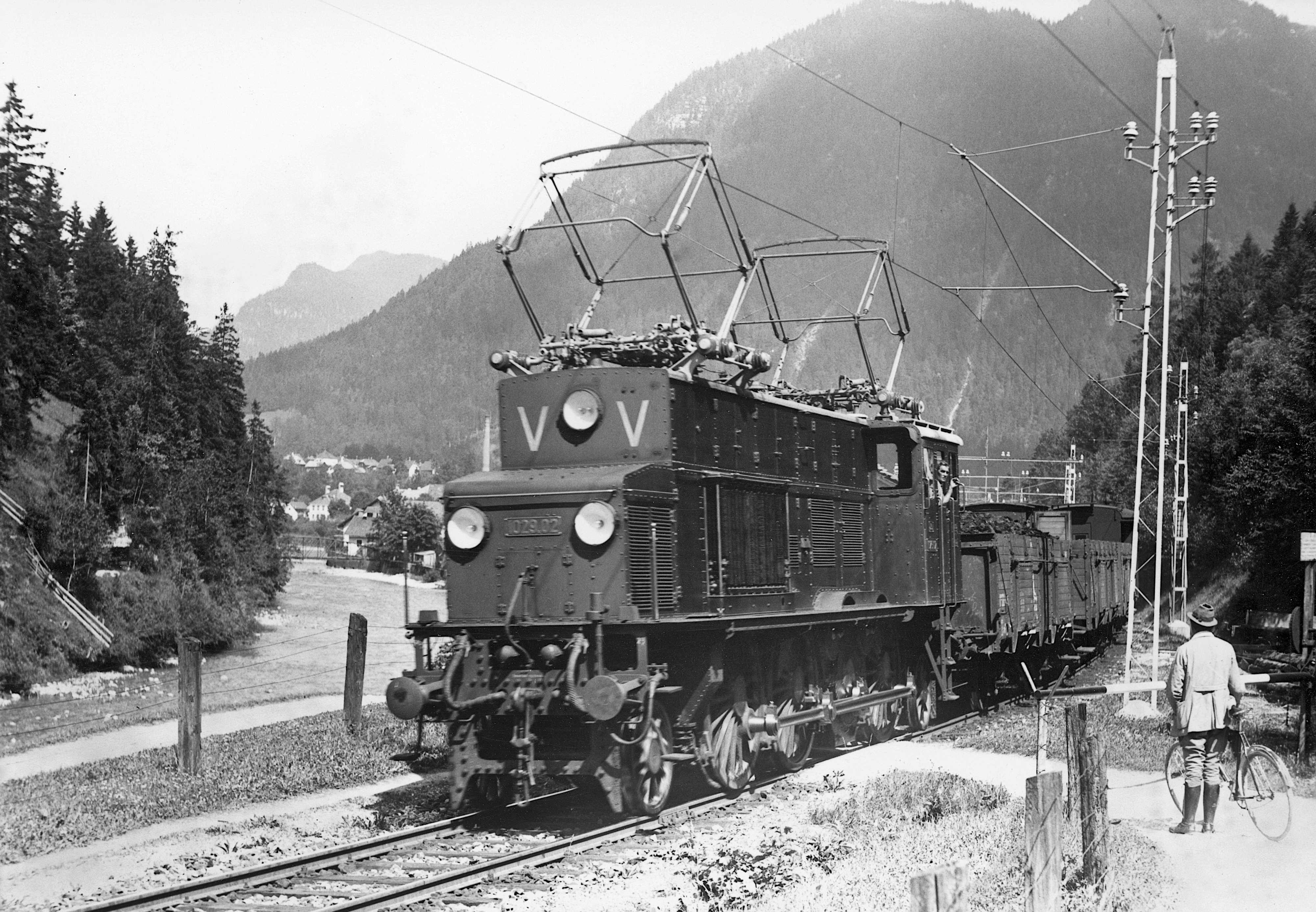
Bei der 1923 gebauten 1029.02 sind noch zahlreiche vom Dampflokbau übernommene Konstruktionsmerkmale erkennbar.
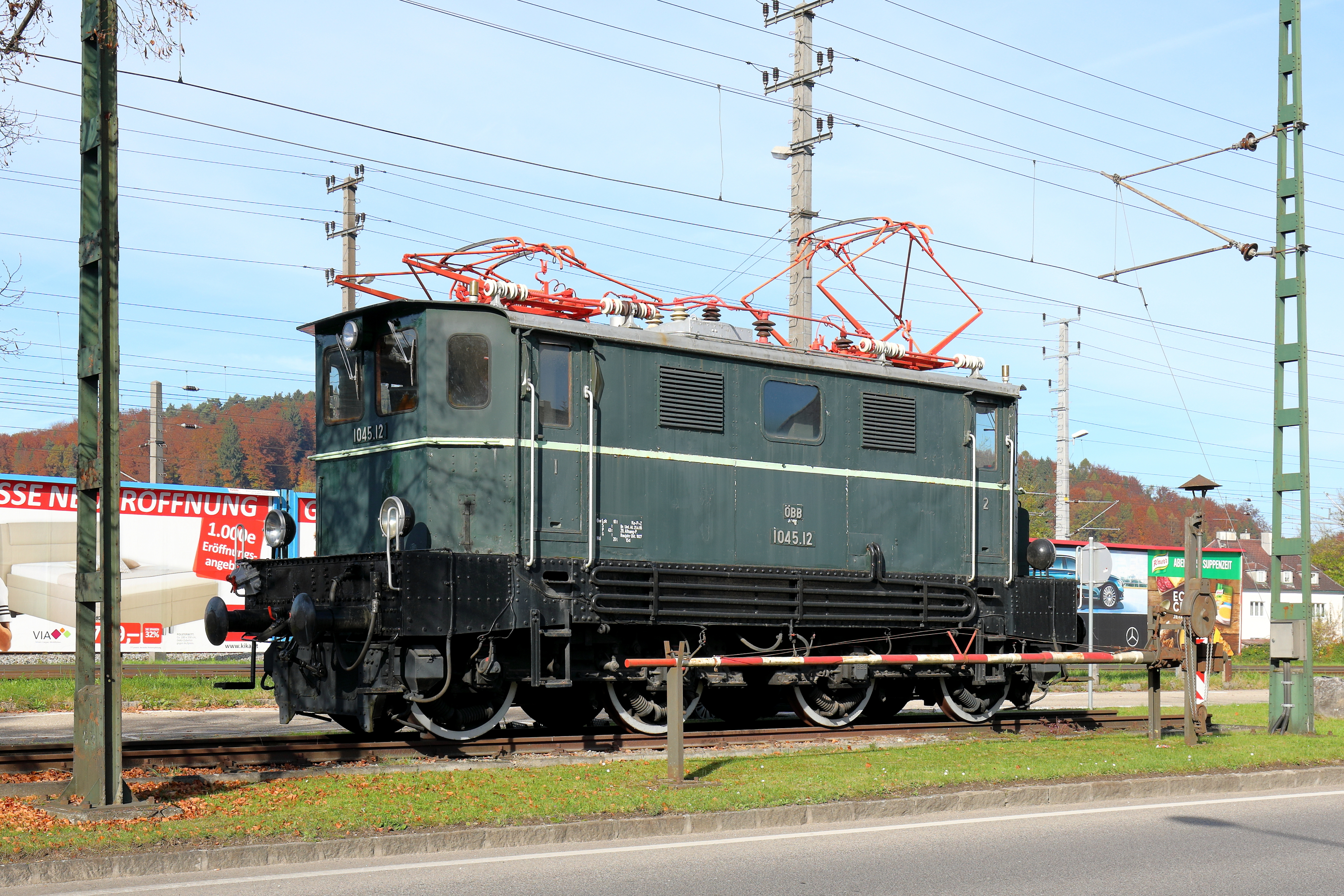
Die 1927 in Betrieb genommene 1170 war mit Drehgestellen und Einzelachsantrieb international Vorreiter im Lokomotivbau.
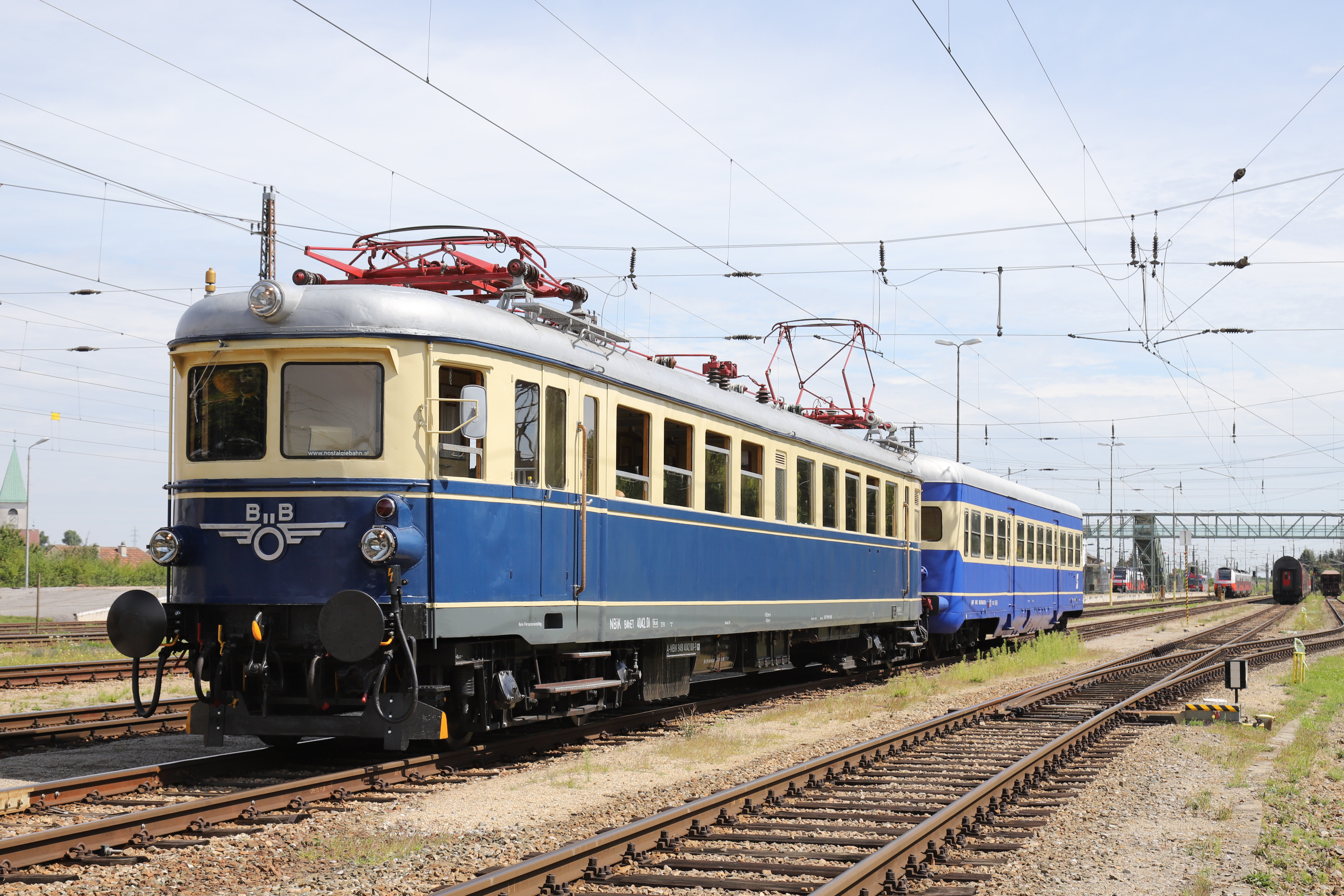
Der 1936 gebaute Schnelltriebwagen BBÖ ET 11 bot ein sehr modernes Erscheinungsbild.
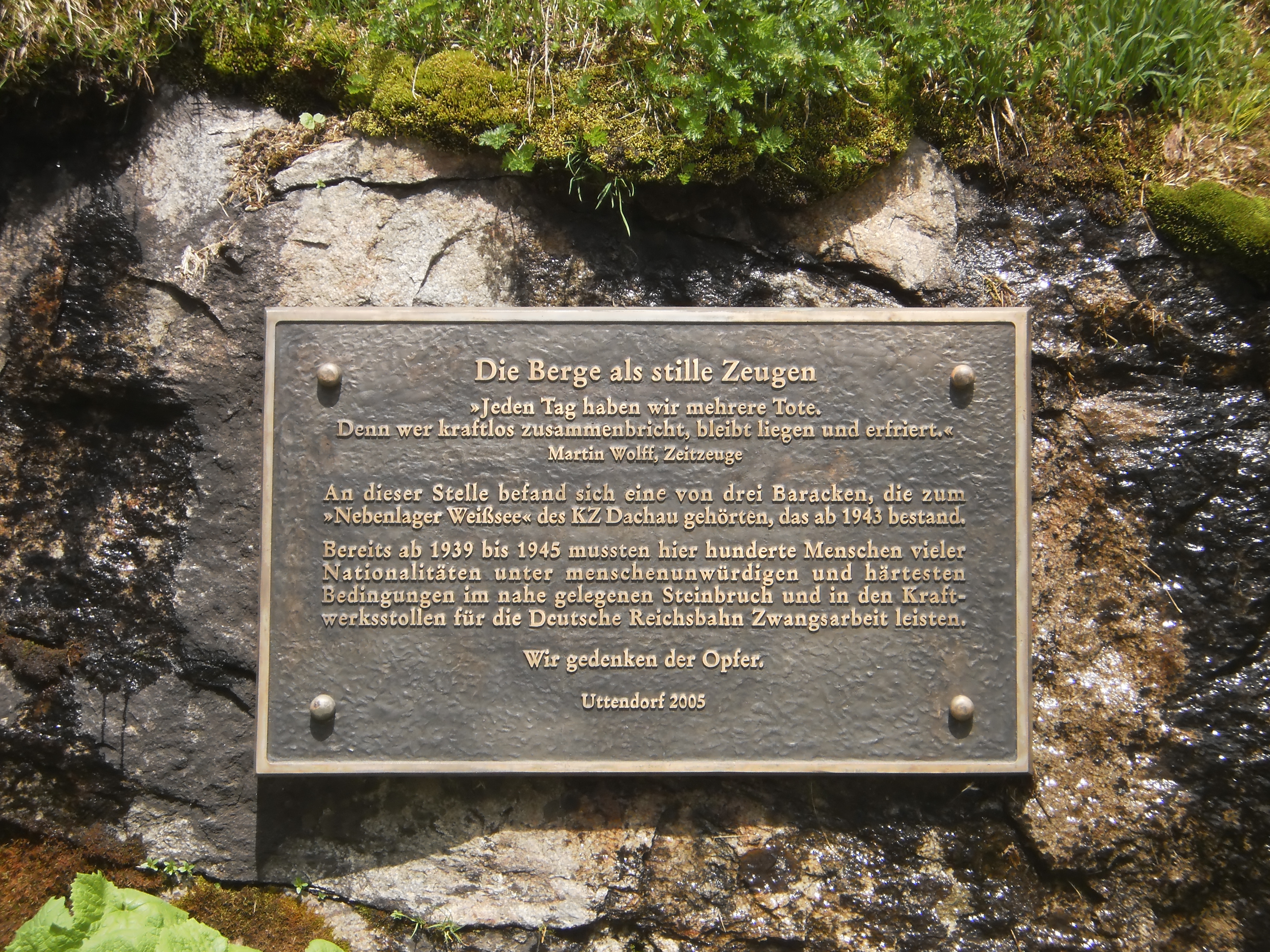
Die Kraftwerksgruppe Stubachtal wurde im 2. Weltkrieg unter Einsatz von KZ-Häftlingen ausgebaut.

Der Zerfall der Habsburgermonarchie führte auch dazu, dass Österreich nun von Kohleimport abhängig war. Der rasche Ausbau der heimischen Wasserkraft und die Elektrifizierung der Eisenbahnen wurde als überlebenswichtig angesehen. Bereits am 1. März 1919 wurde bei den Deutsch-Österreichischen Staatsbahnen ein eigenes Elektrifizierungsamt gegründet. Unverzüglich wurde mit der Elektrifizierung der Arlbergbahn und der Salzkammergutbahn begonnen. Dafür musste nicht nur die Fahrleitung gebaut werden, sondern die Elektrifizierung reichte von der Errichtung der bahneigenen Kraftwerke und Übertragungsleitungen bis zur Entwicklung von Elektrolokomotiven und vieles mehr. 1930 war bereits die innerösterreichische Verbindung von der Stadt Salzburg bis Bregenz durchgehend elektrisch befahrbar, weiters neben den schon in der Monarchie elektrifizierten Strecken die Salzkammergutbahn, die Verbindung von Wörgl über Kufstein nach Bayern, die Brennerbahn von Innsbruck bis Brennersee und die Verbindung von Feldkirch über Liechtenstein in die Schweiz.
Allerdings war zu dem Zeitpunkt die Fortsetzung der Elektrifizierung höchst ungewiss. Schuld daran waren weniger fehlende finanzielle Mittel, wie man vermuten würde, sondern eine im Jahr 1927 vom Vorstand der Bundesbahnen veröffentlichten Berechnung, wonach die weitere Elektrifizierung wegen gesunkener Kohlepreise und höherer Wirkungsgrade von Dampfloks nicht mehr rentabel wäre. Die Elektroindustrie konterte mit einer Denkschrift und einem verbindlichen Angebot für die Elektrifizierung der Westbahn von Salzburg bis Wien, weit unter dem Preis, den die Bundesbahn bei ihren Berechnungen eingesetzt hat. Von der Politik wurde eine akademische Untersuchung in Auftrag gegeben. Die acht Professoren konnten sich allerdings auf keinen gemeinsamen Bericht einigen. Die Mehrheit hielt die Berechnungen der Bundesbahn für eine Fehlkalkulation und trat für eine Fortsetzung der Elektrifizierung ein, drei Professoren hielten dies jedoch nicht für ausreichend erwiesen und verfassten einen Minderheitsbericht. Ohne das Ergebnis abzuwarten, gab die Bundesbahn den Bau neuer Dampflokomotiven für die Westbahn in Auftrag.
Bei der Tauernbahn konnten sich hingegen die Befürworter der elektrischen Traktion durchsetzen. 1935 war nach der Arlberg- und Brennerbahn die dritte große Gebirgsbahn in Österreich vollständig elektrifiziert. 1937 wurde im Rahmen eines Arbeitsbeschaffungsprogramms die Elektrifizierung der Westbahn von Salzburg bis Linz beschlossen. Nach dem Anschluss Österreichs an das Deutsche Reich wurde dies auf Salzburg – Attnang-Puchheim reduziert und alle weiteren Elektrifizierungspläne verworfen.
Am Ende des Zweiten Weltkriegs waren rund 1000 Kilometer elektrifiziert.

### Zweite Republik

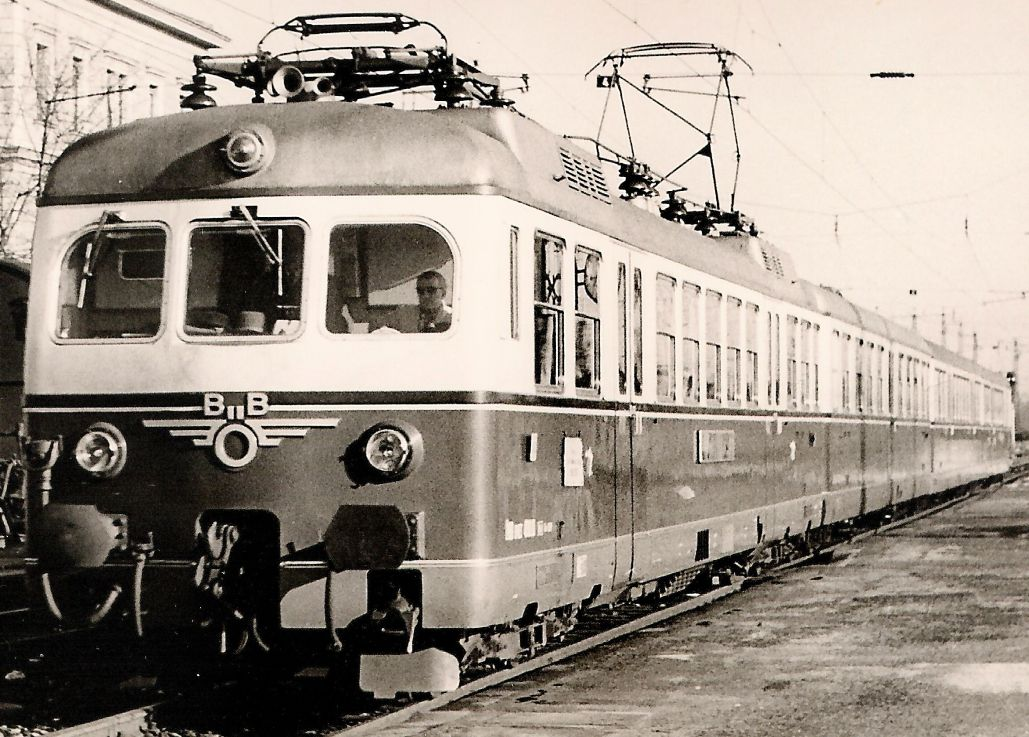
Ab 1958 fuhr der elektrische Schnelltriebwagen 4130 als Transalpin von Wien nach Zürich

Nach Kriegsende sprach sich der Generaldirektor der Österreichischen Bundesbahnen für eine Vollelektrifizierung aus. Nachdem die bereits bestehenden elektrischen Anlagen relativ rasch instand gesetzt wurden, begann man im Mai 1946 mit der Umsetzung eines neuen Elektrifizierungsprogramms. Ab 1948 erhielt Österreich Unterstützung aus dem Marshallplan. Am 19. Dezember 1952 wurde der letzte Abschnitt der Westbahn dem elektrischen Betrieb übergeben. Der festlich geschmückter Eröffnungszug, in dem sich unter Anderen auch Bundespräsident Theodor Körner befand, wurde entlang der Strecke von Schaulustigen und Schulkindern mit rot-weiß-roten Fähnchen empfangen. Im besetzten Nachkriegsösterreich hatte die Elektrifizierung der Westbahn, welche auf der Ennsbrücke die amerikanisch-russische Zonengrenze durchfuhr, besondere Symbolkraft. Sie war ein Signal für das Streben nach wirtschaftlicher Selbstständigkeit und gegen die Teilung des Landes. Ebenso hatte die feierliche Eröffnung des elektrischen Betriebes auf der Semmeringbahn aufgrund des Nimbus der Strecke als erste Gebirgsbahn Europas einen besonderen Stellenwert.
Mit der Elektrifizierung der Bahnstrecke Tulln–St. Pölten waren Mitte 1981 3.000 km bzw. 51,3 Prozent des österreichischen Streckennetzes elektrifiziert. 91 Prozent der Transportleistung wurden elektrisch erbracht.

## Gegenwart

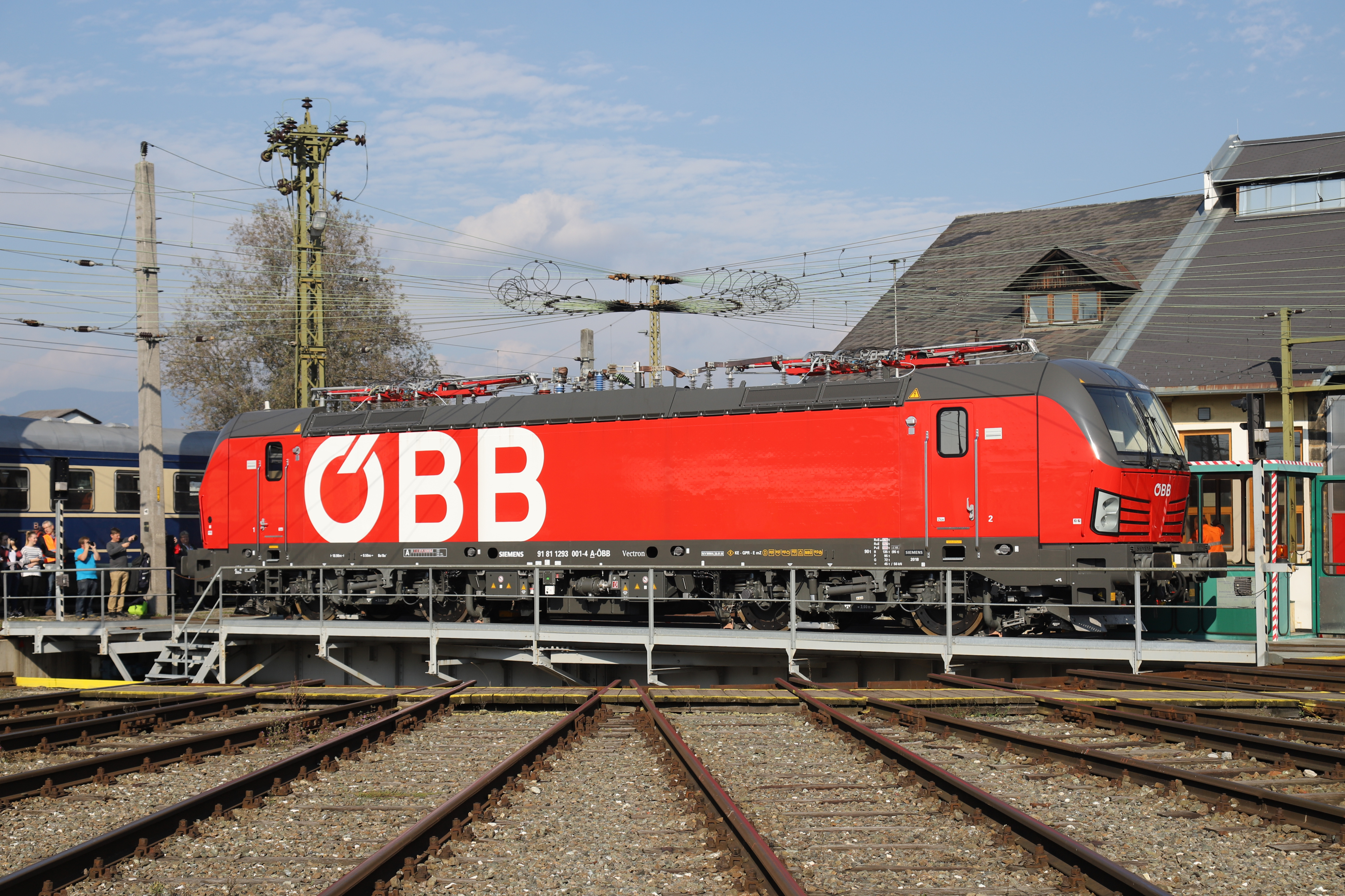
Der „Vectron“ (ÖBB-Reihe 1293) wurde Ende der 2010er-Jahre bei den ÖBB eingeführt.

Aktuell sind 74,2 Prozent der Bahnstrecken elektrifiziert (Stand 2022), dies entspricht über 90 Prozent der Verkehrsleistungen der ÖBB. Bis 2030 soll der Elektrifizierungsgrad auf 85 Prozent und bis 2035 auf 89 Prozent angehoben werden.
Die Pannoniabahn wurde bis 2009 elektrifiziert. Die Elektrifizierung der Mattersburger Bahn zwischen Wiener Neustadt Hbf und der Staatsgrenze nächst Loipersbach-Schattendorf (26,1 km) befindet sich im Planungsstadium.
Mit der Elektrifizierung der restlichen Außerfernbahn zwischen Reutte und der Grenze bei Schönbichl (14,390 km) im Jahr 2019 ist das Tiroler ÖBB-Streckennetz zu 100 % elektrifiziert. Ebenso wurde 2019 der Abschnitt Arnoldstein–Hermagor der Gailtalbahn elektrifiziert. 2020 wurde auch die Strecke Gänserndorf–Marchegg elektrifiziert, die Marchegger Ostbahn folgte 2022.
Im Zuge des ÖBB-Rahmenplans 2021–2026 werden Planungen für eine Vielzahl weiterer Haupt- und Nebenbahnen aufgenommen u. a. auf der Innkreisbahn, der Mattigtalbahn, der Erlauftalbahn, der Donauuferbahn und der Steirischen Ostbahn. Diese Vorhaben sollen bis 2030 abgeschlossen werden.

## Strecken im heutigen Österreich

### Österreichische Bundesbahnen und Vorgängerbahnen
In dieser Auflistung sind ausschließlich Elektrifizierungen von Eisenbahnstrecken der Österreichischen Bundesbahnen und ihrer Vorgängerbahnen angeführt. Die Strecken der ÖBB wurden grundsätzlich mit 15.000 Volt Wechselstrom mit einer Frequenz von 16,7 Hz elektrifiziert. Wird oder wurde eine Bahn mit einem anderen Stromsystem betrieben, so ist dies in der Spalte Anmerkung gesondert vermerkt.
| Jahr | Tag, Monat           | Strecke                                                | ÖBB- Strecken- Nr. | Abschnitt Legende: Bf (…bf) = Bahnhof / Hbf = Hauptbahnhof / Pbf = Personenbahnhof / Fbf = Frachtenbahnhof / Vbf = Verschiebebahnhof / Gvbf = Großverschiebebahnhof / Zvbf = Zentralverschiebebahnhof / Abzw =Abzweigung / Hst = Haltestelle / Stw = Stellwerk | Anmerkung (Normalspur 1435 mm wird nicht erwähnt)                                                                                            |
| ---- | -------------------- | ------------------------------------------------------ | ------------------ | --- | --- |
| 1883 | 22. Oktober          | Lokalbahn Mödling–Hinterbrühl                          | –                  | Mödling–Klausen | erste Probefahrten ab 25. September 1883; Schmalspur 1000 mm; 550 V Gleichstrom mit Schlitzrohren; ab 1903 mit Oberleitung; 1932 aufgelassen |
| 1884 | 6. April             | Lokalbahn Mödling–Hinterbrühl                          | –                  | Klausen–Vorderbrühl | Schmalspur 1000 mm; 550 V Gleichstrom mit Schlitzrohren, ab 1903 mit Oberleitung; 1932 aufgelassen                                           |
| 1885 | 14. Juli             | Lokalbahn Mödling–Hinterbrühl                          | –                  | Vorderbrühl–Hinterbrühl | Schmalspur 1000 mm; 550 V Gleichstrom mit Schlitzrohren, ab 1903 mit Oberleitung; 1932 aufgelassen                                           |
| 1911 | 27. März             | Mariazellerbahn                                        | 153 01             | Laubenbachmühle–Wienerbruck-Josefsberg | Schmalspur 760 mm; 6.500 V/25 Hz Wechselstrom                                                                                                |
| 1911 | 7. Oktober           | Mariazellerbahn                                        | 153 01             | St. Pölten Hbf–Laubenbachmühle | Schmalspur 760 mm; 6.500 V/25 Hz Wechselstrom                                                                                                |
| 1911 | 7. Oktober           | Mariazellerbahn                                        | 153 01             | Wienerbruck-Josefsberg–Mariazell–Gußwerk | Schmalspur 760 mm; 6.500 V/25 Hz Wechselstrom                                                                                                |
| 1912 | 28. Oktober          | Mittenwaldbahn                                         | 351 01             | Innsbruck Westbf–Staatsgrenze nächst Scharnitz(–Garmisch-Partenkirchen) | |
| 1913 | 20. März             | Arlbergbahn                                            | 101 05             | Innsbruck Hbf–Innsbruck Westbf | |
| 1913 | 29. Mai              | Außerfernbahn                                          | 352 01             | (Garmisch-Partenkirchen–)Staatsgrenze vor Ehrwald–Reutte | |
| 1914 | 5. Februar           | Pressburger Bahn                                       | –                  | Wien Großmarkthalle–Groß Schwechat | Wiener Stadtstrecke 600 V Gleichstrom |
| 1914 | 5. Februar           | Pressburger Bahn                                       | 191 01             | Groß Schwechat–Berg–Staatsgrenze nächst Berg(–Preßburg/Bratislava) | ab Staatsgrenze 550 V Gleichstrom |
| 1914 | 11. Juni             | Bahnstrecke Rosenheim–Salzburg                         | 217 01             | (Freilassing–)Staatsgrenze nächst Lehen–Salzburg Hbf | |
| 1923 | 22. Juli             | Arlbergbahn                                            | 101 05             | Innsbruck Westbf–Telfs-Pfaffenhofen | |
| 1923 | 19. Dezember         | Arlbergbahn                                            | 101 05             | Telfs-Pfaffenhofen–Landeck | |
| 1924 | 23. April            | Salzkammergutbahn                                      | 206 01             | Stainach-Irdning–Bad Aussee | |
| 1924 | 24. Juli             | Salzkammergutbahn                                      | 206 01             | Bad Aussee–Attnang-Puchheim | |
| 1924 | 20. November         | Arlbergbahn                                            | 101 05             | St. Anton am Arlberg–Langen am Arlberg | |
| 1925 | 29. April            | Arlbergbahn                                            | 101 05             | Landeck–St. Anton am Arlberg | |
| 1925 | 14. Mai              | Arlbergbahn                                            | 101 05             | Langen am Arlberg–Bludenz | |
| 1926 | 6. August            | Bahnstrecke Lindau–Bludenz                             | 101 05             | Bludenz–Feldkirch | |
| 1926 | 16. Dezember         | Bahnstrecke Feldkirch–Buchs                            | 303 01             | Feldkirch–Staatsgrenze nächst Tisis(–Buchs SG) | |
| 1927 | 15. Februar          | Bahnstrecke Lindau–Bludenz                             | 101 05             | Feldkirch–Bregenz | |
| 1927 | 23. Februar          | Nordtiroler Staatsbahn                                 | 101 04             | Innsbruck Hbf–Hall in Tirol | |
| 1927 | 16. März             | Nordtiroler Staatsbahn                                 | 101 04             | Hall in Tirol–Wörgl Hbf | |
| 1927 | 9. Juni              | Nordtiroler Staatsbahn                                 | 302 01             | Wörgl Hbf–Kufstein | |
| 1927 | 15. Juli             | Nordtiroler Staatsbahn                                 | 302 01             | Kufstein–Staatsgrenze nächst Kufstein(–Rosenheim) | |
| 1928 | 3. April             | Giselabahn                                             | 101 03             | Saalfelden–Wörgl Hbf | |
| 1928 | 6. Oktober           | Brennerbahn                                            | 302 02             | Innsbruck Hbf–Brennersee | |
| 1929 | 16. September        | Giselabahn                                             | 101 03             | Salzburg Hbf–Schwarzach-St. Veit | |
| 1930 | 11. März             | Giselabahn                                             | 101 03             | Schwarzach-St. Veit–Saalfelden | |
| 1933 | 1. Dezember          | Tauernbahn                                             | 222 01             | Schwarzach-St. Veit–Mallnitz-Obervellach | |
| 1934 | 1. April             | Brennerbahn                                            | 302 02             | Brennersee–Brennero/Brenner | |
| 1935 | 15. Mai              | Tauernbahn                                             | 222 01             | Mallnitz-Obervellach–Spittal-Millstättersee | |
| 1940 | 20. März             | Kaiserin-Elisabeth-Bahn                                | 101 02             | Salzburg Hbf–Abzw Kasern | |
| 1940 | 20. März             | Kaiserin-Elisabeth-Bahn                                | 101 14             | Abzw Kasern–Gnigl | |
| 1940 | 14. Mai              | –                                                      | –                  | Feldkirch Amberg–Altenstadt | Schleifengleis |
| 1940 | 3. Oktober           | Kaiserin-Elisabeth-Bahn                                | 101 02             | Abzw Kasern–Steindorf bei Straßwalchen | |
| 1940 | 6. Dezember          | Kaiserin-Elisabeth-Bahn                                | 101 02             | Steindorf bei Straßwalchen–Attnang-Puchheim | |
| 1941 | 11. Jänner           | Pressburgerbahn                                        | –                  | Berg–Staatsgrenze nächst Berg(–Petržalka/Engerau) | 3. April 1945 eingestellt |
| 1942 | 23. Mai              | –                                                      | 101 03             | Salzburg Hbf–Gnigl | Gütergleise |
| 1949 | 12. Jänner           | Bahnstrecke St. Margrethen–Lauterach                   | 304 01             | Wolfurt-Lauterach Nord–Staatsgrenze nächst Lustenau(–St. Margrethen) | |
| 1949 | 12. Jänner           | –                                                      | 304 11             | Wolfurt-Lauterach Süd–Wolfurt-Lauterach West | Schleifengleis |
| 1949 | 12. Mai              | Kaiserin-Elisabeth-Bahn                                | 101 02             | Attnang-Puchheim–Linz Hbf | |
| 1949 | 12. Mai              | Kaiserin-Elisabeth-Bahn                                | 101 02             | Wels Hbf–Wels Vbf | |
| 1949 | 12. Mai              | Kaiserin-Elisabeth-Bahn                                | 101 02             | Wels Vbf–Marchtrenk | |
| 1950 | 17. Mai              | Drautalbahn                                            | 222 01             | Spittal-Millstättersee–Villach Hbf | |
| 1950 | 30. Juni             | Kronprinz-Rudolf-Bahn                                  | 413 01             | Villach Hbf–Villach Westbf | |
| 1951 | 5. April             | Kronprinz-Rudolf-Bahn                                  | 413 01             | Abzw Lind–Villach Westbf–Warmbad Villach | |
| 1951 | 28. Juni             | Kaiserin-Elisabeth-Bahn                                | 102 01             | Amstetten–Linz Hbf | |
| 1951 | 29. September        | Ennstalbahn                                            | 102 01             | Bischofshofen–Eben im Pongau | |
| 1951 | 1. Oktober           | –                                                      | 208 01             | Linz Hbf–Linz Vbf Ost–Abzw Ebelsberg | |
| 1951 | 31. Oktober          | –                                                      | 212 01             | Linz Hbf–Linz Vbf West–Linz Kleinmünchen | |
| 1952 | 5. Oktober           | Kronprinz-Rudolf-Bahn                                  | 413 01             | Warmbad Villach–Arnoldstein | |
| 1952 | 19. Dezember         | Kaiserin-Elisabeth-Bahn                                | 101 01 101 02      | Wien Westbahnhof–Amstetten | |
| 1952 | 19. Dezember         | Nahverkehrsstrecke                                     | 123 01             | Wien Hütteldorf–Unter Purkersdorf | |
| 1953 | 28. September        | Kronprinz-Rudolf-Bahn                                  | 413 01             | Arnoldstein–Staatsgrenze nächst Thörl-Maglern(–Tarvisio Centrale) | |
| 1953 | 28. September        | Gailtalbahn                                            | 451 01             | Arnoldstein–km 1,960 in Richtung Hermagor | |
| 1954 | 14. Dezember         | Bahnstrecke Lindau–Bludenz                             | 101 05             | Bregenz–Staatsgrenze nächst Lochau-Hörbranz(–Lindau Hbf) | |
| 1955 | 3. Mai               | Karawankenbahn                                         | 222 02             | Warmbad Villach–Rosenbach | |
| 1955 | 18. Mai              | Kaiserin-Elisabeth-Bahn                                | 205 01             | Wels Hbf–Staatsgrenze nächst Pyret(–Passau Hbf) | |
| 1955 | 28. Juli             | Kammerer Hansl                                         | 260 01             | Abzw Vöcklabruck 1–Kammer-Schörfling | |
| 1956 | 2. April             | Arlbergbahn                                            | 101 05             | Innsbruck Fbf–Innsbruck Westbf | Güterzugschleife |
| 1956 | 23. April            | Arlbergbahn                                            | 101 05             | Innsbruck Hbf–Innsbruck Westbf | Konzertkurve (in Tieflage) |
| 1956 | 29. September        | Österreichische Südbahn                                | 105 01             | Wien Südbf–Gloggnitz | |
| 1956 | 30. September        | Karawankenbahn                                         | 413 01             | St. Veit an der Glan Pbf–Klagenfurt | |
| 1956 | 30. September        | Drautalbahn                                            | 413 01             | Klagenfurt–Villach Hbf | |
| 1956 | 30. September        | Kronprinz-Rudolf-Bahn                                  | 408 01             | St. Veit an der Glan Pbf–Feldkirchen in Kärnten–Villach Hbf | |
| 1956 | 30. September        | –                                                      | –                  | St. Veit an der Glan Westbf–St. Veit an der Glan Vbf | |
| 1957 | 6. Februar           | Karawankenbahn                                         | 222 02             | Rosenbach–Staatsgrenze nächst Rosenbach(–Aßling/Jesenice) | |
| 1957 | 10. März             | Leobersdorfer Bahn                                     | 107 01             | Leobersdorf–Wittmannsdorf | Fahrleitung im Jahr 2019 abgebaut |
| 1957 | 28. September        | Österreichische Südbahn                                | 105 01             | Gloggnitz–Payerbach-Reichenau | |
| 1957 | 11. Oktober          | Kronprinz-Rudolf-Bahn                                  | 413 01             | St. Veit an der Glan Pbf–km 323,650 Richtung Launsdorf-Hochosterwitz | |
| 1958 | 14. Mai              | Vorortelinie                                           | 120 01             | Wien Penzing–Wien Hütteldorf | Vorortegleis |
| 1958 | 21. Juni             | Ennstalbahn                                            | 102 01             | Eben im Pongau–Schladming | |
| 1959 | 27. Mai              | Ennstalbahn                                            | 102 01             | Schladming–Selzthal | |
| 1959 | 29. Mai              | Österreichische Südbahn                                | 105 01             | Payerbach-Reichenau–Mürzzuschlag | |
| 1961 | 29. September        | Kronprinz-Rudolf-Bahn                                  | 413 01             | Knittelfeld–St. Veit an der Glan Pbf | |
| 1962 | 17. Jänner           | Stammstrecke der Wiener S-Bahn                         | 122 01             | Wien Meidling–Wien Praterstern | |
| 1962 | 17. Jänner           | Österreichische Nordbahn                               | 114 01             | Wien Praterstern–Gänserndorf | |
| 1962 | 17. Jänner           | Österreichische Nordwestbahn                           | 112 01             | Wien Floridsdorf–Stockerau | |
| 1962 | 17. Jänner           | Aspangbahn                                             | 191 01             | Abzw Wien Aspangbahnhof–Klein Schwechat | |
| 1962 | 17. Jänner           | Pressburger Bahn                                       | 191 01             | Abzw Klein Schwechat–Groß Schwechat | |
| 1963 | 24. Mai              | Österreichische Südbahn                                | 105 01             | Mürzzuschlag–Bruck an der Mur | |
| 1963 | 24. Mai              | Österreichische Südbahn                                | 413 01             | Bruck an der Mur–Leoben Hbf | |
| 1963 | 24. Mai              | Kronprinz-Rudolf-Bahn                                  | 413 01             | Leoben Hbf–Knittelfeld | |
| 1963 | 24. Mai              | Kronprinz-Rudolf-Bahn                                  | 413 01             | St. Michael Stw 3–St. Michael Stw 4 | Umfahrung St. Michael |
| 1963 | 28. September        | Erzbergbahn                                            | 412 01             | Leoben Hbf–Vordernberg | |
| 1963 | 28. September        | Kronprinz-Rudolf-Bahn                                  | 413 01             | Schleife Leoben-Göss–Leoben-Donawitz | |
| 1964 | 26. September        | Kronprinz-Rudolf-Bahn                                  | 404 01             | St. Michael–Selzthal | |
| 1965 | 25. Mai              | –                                                      | –                  | Wien Penzing Vbf–Wien Hütteldorf | Gleis 1 VP |
| 1965 | 29. Mai              | Pyhrnbahn                                              | 204 01             | Spital am Pyhrn – Selzthal | |
| 1966 | 22. Mai              | Österreichische Südbahn                                | 105 01             | Bruck an der Mur–Graz Hbf | |
| 1966 | 22. August           | Österreichische Südbahn                                | 413 11             | Oberaich–Pernegg | Schleifengleis |
| 1968 | 27. September        | Kronprinz-Rudolf-Bahn                                  | 203 01             | St. Valentin–Kleinreifling | |
| 1968 | 13. Dezember         | Kronprinz-Rudolf-Bahn                                  | 102 01             | Amstetten–Abzw. Kastenreith | |
| 1970 | 23. Mai              | Kronprinz-Rudolf-Bahn                                  | 102 01             | Selzthal–Hieflau | |
| 1970 | 23. Mai              | Erzbergbahn                                            | 220 01             | Hieflau–Eisenerz | |
| 1970 | 23. Mai              | Kronprinz-Rudolf-Bahn                                  | 102 01             | Gleisdreieck Hieflau | |
| 1971 | 22. März             | Kronprinz-Rudolf-Bahn                                  | 102 01             | Hieflau–Landl | |
| 1971 | 23. Mai              | Bahnstrecke Wien Penzing–Wien Meidling                 | 122 01             | Wien Penzing–Maxing | |
| 1971 | 23. Mai              | Wiener Donauländebahn                                  | 121 01             | Wien Penzing Vbf–St. Veit an der Wien | |
| 1971 | 11. Dezember         | Kronprinz-Rudolf-Bahn                                  | 102 01             | Kleinreifling–Landl | |
| 1972 | 29. Mai              | Österreichische Südbahn                                | 105 01             | Graz Hbf–Spielfeld-Straß | |
| 1972 | 12. September        | Steirische Ostbahn                                     | 414 01             | Graz Ostbahnhof–Graz Hbf | |
| 1972 | 1. Oktober           | Pottendorfer Bahn                                      | 106 01             | Wien Meidling–Inzersdorf Ort | |
| 1972 | 1. Oktober           | Wiener Donauländebahn                                  | 124 01             | Inzersdorf Ort–Klein Schwechat | |
| 1973 | 3. Juni              | Steudeltunnel                                          | 125 01             | Wien Matzleinsdorf Nord–Wien Südbf Fbf | |
| 1973 | 3. Juni              | –                                                      | –                  | Wien Südbf Fbf–Simmering Vbf–Kledering | |
| 1973 | 3. Juni              | –                                                      | –                  | Wien Erdbergerlände–Simmering Vbf–Oberlaa | |
| 1973 | 3. Juni              | Donauländebahn                                         | 133 01             | Oberlaa–Kledering | |
| 1973 | 3. Juni              | Ostbahn (nördliche Linie)                              | 116 01             | Wien Südbf Fbf–Stadlau | |
| 1973 | 3. Juni              | Österreichische Ostbahn                                | 118 01             | Wien Südbf Fbf–Kledering | Hauptgleise |
| 1973 | 3. Juni              | –                                                      | –                  | Wien Südbf Fbf–Wien Südbf | Postgleis |
| 1974 | 24. Jänner           | Summerauer Bahn                                        | 221 01             | Franckstraße–Linz Hbf | |
| 1974 | 24. Jänner           | Summerauer Bahn                                        | 221 01             | Franckstraße–Linz Vbf West | |
| 1974 | 24. Jänner           | Summerauer Bahn                                        | 221 01             | Franckstraße–Linz Vbf Ost | |
| 1974 | 26. Mai              | –                                                      | –                  | Simmering Vbf–Klein Schwechat | Ölschleife |
| 1974 | 26. Mai              | Ostbahn (nördliche Linie)                              | 116 01             | Stadlau–Süßenbrunn | zwei Schleifen |
| 1974 | 26. Mai              | Ostbahn (nördliche Linie)                              | 139 01             | Leopoldau–Stadlau | |
| 1974 | 27. Mai              | Bahnstrecke Wien Penzing–Wien Meidling                 | 122 01             | Maxing–Wien Meidling | neue Tunneltrasse |
| 1974 | 29. September        | Donauländebahn                                         | 106 15             | Maxing–Abzw. Altmannsdorf | |
| 1974 | 29. September        | Pottendorfer Linie                                     | 106 01             | Inzersdorf Ort–Ebenfurth–Wiener Neustadt Hbf | |
| 1974 | 29. September        | Österreichische Ostbahn                                | 118 01             | Kledering–Gramatneusiedl | |
| 1974 | 29. September        | Pottendorfer Linie                                     | 119 01             | Gramatneusiedl–Wampersdorf | |
| 1974 | 29. September        | –                                                      | 132 01             | Wien Erdbergerlände–Wien Brigittenau | |
| 1975 | 2. Jänner            | Österreichische Nordwestbahn                           | 148 01             | Wien Nordwestbf–Wien Brigittenau | zwei Schleifengleise |
| 1975 | 24. Februar          | –                                                      | 126 01             | Wien Nord Fbf–Wien Donauuferbf | |
| 1975 | 1. Juni              | Summerauer Bahn                                        | 221 01             | Franckstraße–Gaisbach-Wartberg | |
| 1975 | 1. Juni              | Summerauer Bahn                                        | 221 01             | Gaisbach-Wartberg–Summerau | |
| 1975 | 20. Oktober          | Österreichische Ostbahn                                | 116 01 118 01      | Wien Südbf Ostseite–Wien Südbf Spitz | |
| 1976 | 22. Mai              | Österreichische Ostbahn                                | 118 01             | Gramatneusiedl–Staatsgrenze nächst Nickelsdorf(–Hegyeshalom) | |
| 1976 | 2. August            | Ostbahn (östliche Linie)                               | 117 01             | Stadlau–Erzherzog-Karl-Straße | |
| 1976 | 14. Oktober          | –                                                      | –                  | St. Valentin–St. Pantaleon ÖMV-Lager | |
| 1977 | 27. Mai              | Österreichische Südbahn                                | 105 01             | Spielfeld-Straß–Staatsgrenze nächst Spielfeld-Straß(–Maribor) | 3.000 V Gleichstrom |
| 1977 | 25. September        | Pyhrnbahn                                              | 204 01             | Linz Hbf–Spital am Pyhrn | |
| 1977 | 25. September        | Österreichische Nordbahn                               | 114 01             | Gänserndorf–Bernhardsthal Hst | |
| 1978 | 1. Oktober           | Franz-Josefs-Bahn                                      | 109 01             | Wien Franz-Josefs-Bahnhof–Tulln Stadt Hst | |
| 1978 | 1. Oktober           | Vorortelinie                                           | 120 01             | Wien Brigittenau–Wien Heiligenstadt | |
| 1978 | 1. Oktober           | Donauländebahn                                         | 124 01             | Wien Brigittenau–Nußdorf | |
| 1979 | 27. Mai              | Lokalbahn Absdorf–Stockerau                            | 113 01             | Absdorf-Hippersdorf–Stockerau | |
| 1979 | 27. Mai              | Franz-Josefs-Bahn                                      | 109 01             | Tulln–Absdorf-Hippersdorf | |
| 1979 | 27. Mai              | Österreichische Nordwestbahn                           | 112 01             | Stockerau–Hollabrunn | |
| 1979 | 30. September        | Pannoniabahn                                           | 195 01             | Abzw Parndorf Ort–Neusiedl am See | |
| 1980 | 31. Mai              | –                                                      | 117 01             | Erzherzog-Karl-Straße–Hirschstetten-Aspern | |
| 1980 | 31. Mai              | –                                                      | 136 01             | Wien Zvbf–Schleife Richtung Klein-Schwechat | Kledering–Ostumfahrung |
| 1980 | 31. Mai              | –                                                      | 133 01             | Wien Zvbf–Schleife Richtung Oberlaa | Kledering–Ostumfahrung |
| 1981 | 31. Mai              | Tullnerfelder Bahn                                     | 110 01             | Tulln Stadt Hst–St. Pölten Hbf | |
| 1982 | 8. September         | Franz-Josefs-Bahn (Kremser Ast)                        | 111 01             | Absdorf–Hippersdorf–Krems an der Donau | |
| 1983 | 25. September        | –                                                      | 114 11             | Leopoldau–Süßenbrunn | |
| 1983 | 25. September        | Ostbahn (nördliche Linie)                              | 116 01             | Süßenbrunn–Mistelbach | |
| 1984 | 24. Juli             | Österreichische Nordwestbahn                           | 112 01             | Wien Floridsdorf–Siemensstraße | Unterführung |
| 1984 | 28. September        | Franz-Josefs-Bahn                                      | 109 01             | Absdorf-Hippersdorf–Sigmundsherberg | |
| 1984 | 5. Oktober           | Pyhrnbahn                                              | 204 01             | Unterführung Linz Hbf | |
| 1984 | 15. November         | Erzbergbahn                                            | 220 01             | Eisenerz–Krumpenthal | |
| 1985 | 20. Mai              | Kronprinz-Rudolf-Bahn                                  | 413 16             | Gödersdorf–Fürnitz | |
| 1985 | 2. April             | Kronprinz-Rudolf-Bahn                                  | 413 17             | Villach Süd Gvbf Einfahrgruppe–Fürnitz | |
| 1985 | 2. April             | Kronprinz-Rudolf-Bahn                                  | 413 18             | Villach Süd Gvbf Einfahrgruppe–Neuhaus a. d. Gail | |
| 1985 | 2. August            | Pressburger Bahn                                       | 191 11             | Wien Zentralfriedhof–Wien Zvbf | |
| 1986 | 1. Juni              | Österreichische Nordbahn                               | 114 01             | Bernhardsthal Hst–Staatsgrenze nächst Bernhardsthal(–Lundenburg/Břeclav) | ab Staatsgrenze Wechselstrom 50 Hz |
| 1986 | 26. Juni             | Österreichische Ostbahn                                | 118 12             | Simmering Ost–Wien Zvbf | Unterwerfung |
| 1986 | 26. Juni             | Österreichische Ostbahn                                | 118 14             | Wien Zvbf–Lanzendorf-Rannersdorf | Überführung |
| 1986 | 28. September        | Oswaldschleife                                         | 106 16             | Wien Meidling–Abzw. Oswaldgasse | Schleifengleis |
| 1987 | 31. Mai              | Vorortelinie                                           | 120 01             | Heiligenstadt–Wien Penzing Pbf | |
| 1987 | 31. Mai              | Bahnstrecke Wien–Bratislava                            | 117 01             | Hirschstetten-Aspern–Hausfeldstraße | |
| 1988 | 30. März             | Pottendorfer Bahn                                      | 106 01             | Ebenfurth | Umfahrungsgleise |
| 1988 | 29. Mai              | Erzbergbahn                                            | 412 01             | Vordernberg–Vordernberg Markt Hst | |
| 1988 | 4. Dezember          | Drautalbahn                                            | 407 01             | Abzw. Pusarnitz 1–Lienz | |
| 1989 | 28. Mai              | Drautalbahn                                            | 407 01             | Lienz–San Candido/Innichen | |
| 1989 | 5. Oktober           | Kronprinz-Rudolf-Bahn                                  | 413 15             | Villach Süd Gvbf Einfahrgruppe–Villach Süd Gvbf Ausfahrgruppe | |
| 1989 | 5. Oktober           | Kronprinz-Rudolf-Bahn                                  | 413 19             | Villach Süd Gvbf Ausfahrgruppe–Warmbad Villach | |
| 1989 | 5. Oktober           | Karawankenbahn                                         | 222 11             | Villach Süd Gvbf Ausfahrgruppe–Gödersdorf | |
| 1989 | 5. Oktober           | Kronprinz-Rudolf-Bahn                                  | 413 16             | Villach Süd Gvbf Ausfahrgruppe–Fürnitz | |
| 1993 | –                    | Nordwestbahn                                           | –                  | Hollabrunn–Retz | |
| 1994 | 21. März             | Kaiserin-Elisabeth-Bahn                                | 102 01             | Pöchlarn–Ybbs an der Donau | Tunnelstrecke |
| 1994 | 29. Mai              | –                                                      | 210 01             | Marchtrenk–Nettingsdorf | |
| 1994 | 29. Mai              | –                                                      | 210 01             | Marchtrenk–Traun | |
| 1994 | 29. Mai              | Umfahrung Innsbruck                                    | 30501              | Abzw Fritzens-Wattens 1–Abzw Innsbruck Hbf 1 | Inntaltunnel |
| 1994 | 24. Juli             | Kaiserin-Elisabeth-Bahn                                | 101 13             | Gunskirchen–Breitenschützing | Linienverlegung alte Trasse |
| 1994 | 7. September         | Franz-Josefs-Bahn                                      | 109 01             | Sigmundsherberg–Göpfritz–Anschlussbahn Wurmbach | provisorische Inbetriebnahme nur für Militärzüge                                                                                             |
| 1995 | 24. September        | Franz-Josefs-Bahn                                      | 109 01             | Sigmundsherberg–Gmünd NÖ | Gesamtverkehr |
| 1997 | 5. Mai und 1. Juni   | Kaiserin-Elisabeth-Bahn                                | 101 02             | Melk–Pöchlarn | neue Trasse |
| 1997 | 31. Mai und 24. Juni | Kaiserin-Elisabeth-Bahn                                | 101 13             | Breitenschützing–Schwanenstadt | Tunnelstrecke Umfahrung Lambach Gleis 22 und Gleis 24                                                                                        |
| 1997 | 26. August           | Arlbergbahn                                            | 101 05             | Schönwies–Landeck | neue Trasse Kreuzbergtunnel |
| 1998 | 17. Juni             | Galgenbergtunnel                                       | 416 01             | Leoben Hbf–Abzw Leoben Hbf 2 | neue Trasse |
| 1998 | 15. Dezember         | Lokalbahn Wulkaprodersdorf–Bratislava                  | 194 01             | Parndorf – Kittsee | |
| 1999 | 7. Jänner            | Lokalbahn Wulkaprodersdorf–Bratislava                  | 194 01             | Kittsee–Staatsgrenze nächst Kittsee(–Engerau/Petržalka) | |
| 2000 | 28. Mai              | Burgenlandbahn (Österreich)                            | 170 01             | (Ödenburg/Sopron–)Staatsgrenze nächst Deutschkreutz–Deutschkreutz | 25 kV 50 Hz Wechselstrom |
| 200. |                      | Österreichische Südbahn                                | 105 01             | Puntigam–Kalsdorf | zweigleisiger Ausbau |
| 200. |                      | Österreichische Südbahn                                | 105 13             | Kalsdorf–Kalsdorf-Terminal | |
| 200. |                      | Österreichische Südbahn                                | 105 01             | Kalsdorf–Werndorf | zweigleisiger Ausbau |
| 200. |                      | Österreichische Südbahn                                | 105 01             | Graz Hbf–Puntigam | zweigleisiger Ausbau |
| 2006 | 10. Dezember         | Ostbahn (nördliche Linie)                              | 116 01             | Mistelbach–Laa an der Thaya | |
| 2006 | 10. Dezember         | Nordwestbahn                                           | 112 01             | Retz–Staatsgrenze nächst Retz (–Šatov) | |
| 2007 | 30. April            | Kaiserin-Elisabeth-Bahn                                | 101 02             | St. Valentin–Asten | Umfahrung Enns |
| 2009 | 30. April            | Kaiserin-Elisabeth-Bahn                                | 101 02             | St. Valentin–Asten | Umfahrung Enns |
| 2009 |                      | Pannoniabahn                                           | 195 01             | Wulkaprodersdorf–Neusiedl am See | |
| 2012 | 9. Dezember          | Kaiserin-Elisabeth-Bahn                                | 130 01             | Wien Hütteldorf–St. Pölten Hbf | neue Trasse |
| 2012 | 9. Dezember          | Lainzer Tunnel                                         | 130 01             | Knoten Hadersdorf–Wien Meidling/Wien Inzersdorf | neue Trasse |
| 2014 | 14. Dezember         | Kaiserin-Elisabeth-Bahn                                | 101 02             | Ybbs an der Donau–Amstetten | neue Trasse |
| 2017 | 1. Dezember          | Güterzugumfahrung St. Pölten (Kaiserin-Elisabeth-Bahn) | 101 02             | Knoten Wagram–Knoten Rohr | neue Trasse |
| 2018 | 9. Dezember          | Marchegger Ostbahn                                     | 117 01             | Wien Erzherzog-Karl-Straße–Wien Aspern Nord | zweigleisiger Ausbau; Erstelektrifizierung von Streckenkilometer 3,100 (eh. Wien Hausfeldstraße) bis Wien Aspern Nord                        |
| 2019 | 5. November          | Außerfernbahn                                          | 352 01             | Reutte–Grenze bei Schönbichl | |
| 2019 | 15. Dezember         | Gailtalbahn                                            | 451 01             | Arnoldstein–Hermagor | |
| 2020 | 13. Dezember         | Bahnstrecke Gänserndorf–Marchegg                       | 115 01             | Gänserndorf–Marchegg | |
| 2021 | 19. Oktober          | Mühlkreisbahn                                          | 271 01             | Linz Vbf West–Linz Vbf Stadthafen | |
| 2021 | 12. Dezember         | Mattigtalbahn                                          | 261 01             | Steindorf bei Straßwalchen–Friedburg | |
| 2022 | 7. Dezember          | Rosentalbahn                                           | 409 01             | Klagenfurt Hbf–Weizelsdorf | |
| 2022 | 11. Dezember         | Marchegger Ostbahn                                     | 117 01             | Wien Aspern Nord–Marchegg | |
| 2023 | 10. Dezember         | Lavanttalbahn                                          | 457 01             | Wolfsberg–St. Paul im Lavanttal | |
| 2023 | 10. Dezember         | Jauntalbahn Drautalbahn                                | 410 01             | Wiederndorf-Aich–Bleiburg–Mittlern | Bleiburger Schleife |
| 2023 | 10. Dezember         | Koralmbahn                                             | 401 01             | Klagenfurt Hbf–St. Paul im Lavanttal | |
| 2025 | 4. August            | Koralmbahn                                             | 401 01             | Abzw Knoten Weitendorf–Wettmannstätten | |
| 2025 | 4. August            | Wieserbahn                                             | 435 01             | Wettmannstätten–Wies-Eibiswald | |

### Privatbahnen
In dieser Auflistung sind die Elektrifizierungen von Eisenbahnstrecken von österreichischen Privatbahnen, die sich heute auf österreichischem Staatsgebiet befinden, angeführt. Das Stromsystem ist in der Spalte Anmerkung angeführt.
| Jahr    | Tag, Monat    | Strecke                                    | Konzession | Abschnitt                                                                        | Stromsystem Legende: “=” = Gleichstrom, “~” = Wechselstrom, “V” = Volt, “Hz” = Hertz           | Anmerkung |
| ------- | ------------- | ------------------------------------------ | --- | -------------------------------------------------------------------------------- | ---------------------------------------------------------------------------------------------- | --- |
| 1894    | 13. August    | Elektrische Lokalbahn Gmunden              | Stern & Hafferl Verkehrsgesellschaft m.b.H.                                                                       | Bahnhof Gmunden–Gmunden Rathausplatz                                             | 500 V = / 550 V =                                                                              | Schmalspur 1000 mm |
| 1895    | 22. Mai       | Straßenbahn Baden                          | Neue Wiener Tramwaygesellschaft ab 30. März 1897 Wiener Lokalbahnen AG                                            | Baden-Josefsplatz–Bad Vöslau                                                     | 600 V = / 750 V = / 800 V =                                                                    | Normalspur |
| 1899    | 11. Mai       | Straßenbahn Baden                          | Wiener Lokalbahnen AG                                                                                             | Leesdorf–Guntramsdorf                                                            | 600 V = / 750 V = / 800 V =                                                                    | Normalspur |
| 1900    | 28. Jänner    | Straßenbahn Baden                          | Wiener Lokalbahnen AG                                                                                             | Wienersdorf–Traiskirchen Aspangbahnhof                                           | 600 V = / 750 V = / 800 V =                                                                    | Normalspur |
| 1901    | Juli          | Wiener Stadtbahn                           | Commission für Verkehrsanlagen in Wien                                                                            | Michelbeuern–Heiligenstadt                                                       | 500 V =                                                                                        | Normalspur mit Stromschiene, Versuchsbetrieb ohne Fahrgäste, 1902 beendet                                               |
| 1904    | 1. August     | Stubaitalbahn                              | Aktiengesellschaft Stubaitalbahn (A.G.St.B.)                                                                      | Innsbruck Wilten–Fulpmes                                                         | 850 V = +)                                                                                     | Schmalspur 1000 mm +) ursprünglich 2.500 V 42,5 Hz ~, ab 1926 3.000 V 50 Hz ~, ab 2. Juli 1983 Betrieb mit Gleichstrom  |
| 1905    | 1. Juni       | Stubaitalbahn                              | Aktiengesellschaft Stubaitalbahn (A.G.St.B.)                                                                      | Innsbruck Wilten–Innsbruck Westbahnhof                                           | 850 V = +)                                                                                     | Schmalspur 1000 mm +) ursprünglich 2.500 V 42,5 Hz ~, ab 1926 3.000 V 50 Hz ~, ab 2. Juli 1983 Betrieb mit Gleichstrom  |
| 1905    | 18. Dezember  | Montafonerbahn                             | Montafonerbahn AG                                                                                                 | Bludenz–Schruns                                                                  | 800 V =                                                                                        | Normalspur; seit 1972: 15 kV ~                                                                                          |
| 1906    | 22. Dezember  | Wiener Lokalbahnen                         | Wiener Lokalbahnen AG                                                                                             | Guntramsdorf–Bahnhof Wien Wolfganggasse                                          | 600 V = / 750 V = / 800 V =                                                                    | Normalspur |
| 1907    | 18. August    | Lokalbahn Unterach–See                     | Stern & Hafferl Verkehrsgesellschaft m.b.H.                                                                       | Unterach–See                                                                     | 550 V =                                                                                        | Schmalspur 1000 mm |
| 1908    | 18. Dezember  | Lokalbahn Neumarkt–Waizenkirchen–Peuerbach | Neumarkt–Waizenkirchen–Peuerbach AG, ab 1. Jänner 1998 Fusionierung mit der Linzer Lokalbahn AG                   | Neumarkt-Kallham–Waizenkirchen                                                   | 750 V =                                                                                        | Normalspur |
| 1908    | 18. Dezember  | Lokalbahn Neumarkt–Waizenkirchen–Peuerbach | Neumarkt–Waizenkirchen–Peuerbach AG, ab 1. Jänner 1998 Fusionierung mit der Linzer Lokalbahn AG                   | Niederspaching–Peuerbach                                                         | 750 V =                                                                                        | Normalspur |
| 1909    | 1. Juli       | Bahnstrecke Salzburg–Hangender Stein       | Salzburger Eisenbahn- und Tramwaygesellschaft (SETG)                                                              | Salzburg Remise Itzling–Hangender Stein                                          | 800 V =                                                                                        | Normalspur; 1953 stillgelegt                                                                                            |
| 1909    | 1. Juli       | Bahnstrecke Salzburg–Hangender Stein       | Salzburger Eisenbahn- und Tramwaygesellschaft (SETG)                                                              | Äußerer Stein–Parsch                                                             | 800 V =                                                                                        | Normalspur; 1953 stillgelegt                                                                                            |
| 1909/10 | ?             | Localbahn Innsbruck–Hall in Tirol          | Localbahn Innsbruck–Hall in Tirol (L.B.I.H.i.T.)                                                                  | Innsbruck Wilten–Hall in Tirol                                                   | Stadtstrecke 500 V = Überlandstrecke 1000 V =                                                  | später 600 V = / 1.200 V =; Schmalspur 1000 mm                                                                          |
| 1912    | 21. März      | Linzer Lokalbahn                           | Linzer Lokalbahn AG                                                                                               | Linz Lokalbahnhof–Eferding                                                       | 750 V = (Linzer Straßenbahn: um 1978 noch 600 V, später höher, 750 V?. Vgl. Pöstlingbergbahn.) | Normalspur |
| 1912    | 21. März      | Lokalbahn Gmunden–Vorchdorf                | Stern & Hafferl Verkehrsgesellschaft m.b.H.                                                                       | Traundorf–Gmunden–Vorchdorf-Eggenberg                                            | 750 V =                                                                                        | Schmalspur 1000 mm |
| 1912    | 10. Juli      | Linzer Lokalbahn                           | Linzer Lokalbahn AG                                                                                               | Eferding–km 25,63 in Richtung Waizenkirchen                                      | 750 V =                                                                                        | Normalspur |
| 1912    | 16. Dezember  | Linzer Lokalbahn                           | Linzer Lokalbahn AG                                                                                               | Eferding–Waizenkirchen                                                           | 750 V =                                                                                        | Normalspur |
| 1913    | 14. Jänner    | Lokalbahn Vöcklamarkt–Attersee             | Stern & Hafferl Verkehrsgesellschaft m.b.H.                                                                       | Vöcklamarkt Lokalbf–Attersee                                                     | 750 V =                                                                                        | Schmalspur 1000 mm |
| 1913    | 1. Juni       | Lokalbahn Vöcklamarkt–Attersee             | Stern & Hafferl Verkehrsgesellschaft m.b.H.                                                                       | Attersee–Attersee Landungsplatz                                                  | 750 V =                                                                                        | Schmalspur 1000 mm |
| 1913    | 1. September  | Lokalbahn Ebelsberg–St. Florian            | Stern & Hafferl Verkehrsgesellschaft m.b.H.                                                                       | Ebelsberg–St. Florian                                                            | 600 V =                                                                                        | Schmalspur 900 mm |
| 1913    | 12. September | Lokalbahn Mixnitz–Sankt Erhard             | Im Eigentum der „Lokalbahn Mixnitz–St. Erhard AG“, Betriebsführung durch die Steiermärkischen Landesbahnen (StLB) | Mixnitz-Bärenschützklamm–Magnesitwerk Veitsch-Radex–Sankt Erhard                 | 800 V =                                                                                        | Schmalspur 760 mm; Magnesitwerk Veitsch-Radex – Sankt Erhard am 31. Juli 1966 eingestellt                               |
| 1919    | 3. September  | Lokalbahn Peggau–Übelbach                  | Steiermärkische Landesbahnen (StLB)                                                                               | Peggau-Deutschfeistritz–Übelbach                                                 | bis 25. Juli 1968 2.200 V =, ab 26. Juli 1968 15.000 V ~, 16 2/3 Hz                            | Normalspur |
| 1925    | 3. Juni       | Wiener Elektrische Stadtbahn               | Gemeinde Wien – städtische Straßenbahnen (WStB)                                                                   | Hütteldorf-Hacking – Meidling-Hauptstraße – Michelbeuern                         | 750 V =                                                                                        | Normalspur; zwischen 1981 und 1989 in der U-Bahn Wien aufgegangen                                                       |
| 1925    | 22. Juli      | Wiener Elektrische Stadtbahn               | Gemeinde Wien – städtische Straßenbahnen (WStB)                                                                   | Michelbeuern – Heiligenstadt                                                     | 750 V =                                                                                        | Normalspur; 1989 in der U-Bahn Wien aufgegangen                                                                         |
| 1925    | 7. September  | Wiener Elektrische Stadtbahn               | Gemeinde Wien – städtische Straßenbahnen (WStB)                                                                   | Meidling-Hauptstraße – Hauptzollamt                                              | 750 V =                                                                                        | Normalspur; zwischen 1978 und 1980 in der U-Bahn Wien aufgegangen                                                       |
| 1925    | 20. Oktober   | Wiener Elektrische Stadtbahn               | Gemeinde Wien – städtische Straßenbahnen (WStB)                                                                   | Hauptzollamt – Heiligenstadt und Abzweigstelle Nußdorfer Straße – Brigittabrücke | 750 V =                                                                                        | Normalspur; zwischen 1976 und 1989 in der U-Bahn Wien aufgegangen                                                       |
| 1926    | 1. September  | Österreichische Höllentalbahn              | Lokalbahn Payerbach Hirschwang AG (LBPH)                                                                          | Payerbach Ort–Hirschwang                                                         | 550 V =                                                                                        | Schmalspur 760 mm; 1982 eingestellt; heute Museumsbetrieb durch die Österreichische Gesellschaft für Lokalbahnen (ÖGLB) |
| 1927    | 15. Mai       | Bahnstrecke Salzburg–Lamprechtshausen      | Salzburger Eisenbahn- und Tramwaygesellschaft (SETG), ab 2000 Salzburg AG                                         | Salzburg Remise Itzling–Bergheim                                                 | 1000 V =                                                                                       | Normalspur |
| 1927    | 2. Oktober    | Österreichische Höllentalbahn              | Lokalbahn Payerbach Hirschwang AG (LBPH)                                                                          | Bahnhof Payerbach-Reichenau–Payerbach Ort                                        | 550 V =                                                                                        | Schmalspur 760 mm; 1982 eingestellt; heute Museumsbetrieb durch die Österreichische Gesellschaft für Lokalbahnen (ÖGLB) |
| 1927    | 2. Oktober    | Österreichische Höllentalbahn              | Lokalbahn Payerbach Hirschwang AG (LBPH)                                                                          | Hirschwang–Windbrücke-Raxbahn                                                    | 550 V =                                                                                        | Schmalspur 760 mm; 1982 eingestellt                                                                                     |
| 1931    | 15. Juni      | Landesbahn Feldbach–Bad Gleichenberg       | Steiermärkische Landesbahnen (StLB)                                                                               | Feldbach–Bad Gleichenberg                                                        | 1.500 V =                                                                                      | heute 1.800 V =; Normalspur                                                                                             |
| 1931    | 14. November  | Lokalbahn Lambach–Vorchdorf-Eggenberg      | Stern & Hafferl Verkehrsgesellschaft m.b.H.                                                                       | Lambach–Vorchdorf-Eggenberg                                                      | 750 V =                                                                                        | Normalspur |
| 1933    | 8. April      | Lokalbahn Lambach–Haag am Hausruck         | im Eigentum der ÖBB Betriebsführung durch Stern & Hafferl Verkehrsgesellschaft m.b.H.                             | Lambach–Haag am Hausruck                                                         | 750 V =                                                                                        | vulgo Haager Lies, Normalspur, Gesamtverkehr eingestellt mit 12. Dezember 2009                                          |
| 1944    | ?             | Localbahn Innsbruck–Hall in Tirol          | Localbahn Innsbruck–Hall in Tirol (L.B.I.H.i.T.)                                                                  | Hall in Tirol–Reichenau-Unterberg – Stefansbrücke                                | 1.200 V =                                                                                      | Schmalspur 1000 mm |
| 1947    | 4. Mai        | Bahnstrecke Salzburg–Lamprechtshausen      | Salzburger Verkehrsbetriebe (SVB), ab 2000 Salzburg AG                                                            | Bergheim–Anthering                                                               | 1000 V =                                                                                       | Normalspur |
| 1948    | 16. November  | Bahnstrecke Salzburg–Lamprechtshausen      | Salzburger Verkehrsbetriebe (SVB), ab 2000 Salzburg AG                                                            | Anthering–Oberndorf                                                              | 1000 V =                                                                                       | Normalspur |
| 1950    | 15. Jänner    | Bahnstrecke Salzburg–Lamprechtshausen      | Salzburger Verkehrsbetriebe (SVB), ab 2000 Salzburg AG                                                            | Oberndorf–Lamprechtshausen                                                       | 1000 V =                                                                                       | Normalspur |
| 1951    | 1. April      | Bahnstrecke Bürmoos–Ostermiething          | Salzburger Verkehrsbetriebe, (SVB) ab 2000 Salzburg AG                                                            | Bürmoos–Trimmelkam                                                               | 1000 V =                                                                                       | Normalspur |
| 1988    | 29. Mai       | Raab-Ödenburg-Ebenfurter Eisenbahn         | Raab-Ödenburg-Ebenfurter Eisenbahn AG (ROeEE)                                                                     | Ebenfurth–Staatsgrenze nächst Baumgarten–Sopron/Ödenburg                         | 25.000 V, 50 Hz ~                                                                              | Normalspur |
| 1990    | 27. Mai       | Lokalbahn Gmunden–Vorchdorf                | Stern & Hafferl Verkehrsgesellschaft m.b.H.                                                                       | Engelhof–Gmunden Seebahnhof                                                      | 750 V =                                                                                        | neue Trasse; Schmalspur 1000 mm; heute 600 V =                                                                          |
| 2004    | 24. April     | Neusiedler Seebahn                         | Neusiedler Seebahn AG (NSB AG)                                                                                    | Neusiedl am See–Staatsgrenze nächst Pamhagen(–Fertőszentmiklós)                  | 25.000 V 50 Hz ~                                                                               | Normalspur |
| 2014    | 14. Dezember  | Bahnstrecke Bürmoos–Ostermiething          | Salzburg AG | Trimmelkam–Ostermiething                                                         | 1000 V =                                                                                       | Normalspur; Neubauabschnitt                                                                                             |

## Außerhalb des heutigen österreichischen Staatsgebietes
In den heute nicht mehr zu Österreich gehörigen ehemaligen Kronländern Böhmen, Mähren und Schlesien sowie in Südtirol wurden bereits vor dem Ersten Weltkrieg erste Strecken elektrifiziert. Mit der Lokalbahn Tabor–Bechin befindet sich darunter die erste normalspurige elektrifizierte Eisenbahnstrecke der gesamten k.u k. Doppelmonarchie im heutigen Tschechien.

### Böhmen, Mähren und Schlesien
In dieser Auflistung sind die bis 1918 elektrifizierten Eisenbahnstrecken im heutigen Tschechien angeführt.
| Jahr | Tag, Monat   | Strecke                   | Konzession                         | Abschnitt                 | Stromsystem Legende: “=” = Gleichstrom, “~” = Wechselstrom, “V” = Volt, “Hz” = Hertz | Anmerkung                                                                        |
| ---- | ------------ | ------------------------- | ---------------------------------- | ------------------------- | ------------------------------------------------------------------------------------ | -------------------------------------------------------------------------------- |
| 1903 | 21. Juni     | Tábor–Bechyně             | Lokalbahn Tábor–Bechin             | Tábor–Bechyně             | 2 × 700 V =                                                                          | erste elektrifizierte Vollbahn in Österreich-Ungarn; Normalspur; heute 1.500 V = |
| 1909 | 6. Juli      | Mährisch Ostrau–Karwin    | Lokalbahn Ostrau–Karwin            | Mährisch Ostrau–Karwin    | 600 V =                                                                              | Bosnische Spur                                                                   |
| 1911 | 17. Dezember | Hohenfurth–Lippnerschwebe | Hohenfurther Elektrische Lokalbahn | Hohenfurth–Lippnerschwebe | 1250 V =                                                                             | Normalspur; heute 25.000 V 50 Hz ~                                               |

### Südtirol und Welschtirol
In dieser Auflistung sind die bis 1918 elektrifizierten Eisenbahnstrecken in den einst zu Österreich gehörenden und heute autonomen italienischen Provinzen Südtirol und Trentino angeführt.
| Jahr | Tag, Monat   | Strecke                       | Konzession                        | Abschnitt                     | Stromsystem Legende: “=” = Gleichstrom, “~” = Wechselstrom, “V” = Volt, “Hz” = Hertz | Anmerkung  |
| ---- | ------------ | ----------------------------- | --------------------------------- | ----------------------------- | ------------------------------------------------------------------------------------ | ---------- |
| 1906 | 12. August   | Lana–Meran                    | Elektrische Bahn Lana–Meran       | Lana–Meran                    | 600 V =                                                                              | Meterspur  |
| 1907 | 13. August   | Maria Himmelfahrt–Klobenstein | Rittner Bahn                      | Maria Himmelfahrt–Klobenstein | 800 V =                                                                              | Meterspur  |
| 1908 | 20. Juli     | Bruneck–Sand in Taufers       | Tauferer Bahn                     | Bruneck–Sand in Taufers       | 800 V =                                                                              | Normalspur |
| 1909 | 11. Oktober  | Trient–Malé                   | Lokalbahn Trient–Malé             | Trient–Malé                   | 800 V =                                                                              | Meterspur  |
| 1911 | –            | Bozen–Kaltern                 | Überetscher Bahn                  | Bozen–Kaltern                 | 650 V =                                                                              | Normalspur |
| 1913 | 14. Dezember | Lana-Burgstall–Oberlana       | Lokalbahn Lana-Burgstall–Oberlana | Lana-Burgstall–Oberlana       | 750 V =                                                                              | Normalspur |

## Geplante Elektrifizierungen

### In Bau oder fortgeschrittene Planung
| Jahr          | Strecke                              | Abschnitt                                              | Länge km  | Bemerkungen |
| ------------- | ------------------------------------ | ------------------------------------------------------ | --------- | ----------- |
| Juli 2025     | Marchegger Ostbahn                   | Marchegg – Devínska Nová Ves                           | 6 km      |             |
| August 2025   | Wieserbahn                           | Wettmannstätten – Wies-Eibiswald                       | ca. 35 km |             |
| Dezember 2025 | Koralmbahn                           | Graz Puntigam – Weststeiermark – St. Paul im Lavanttal | 70 km     |             |
| Ende 2026     | Bahnstrecke Wiener Neustadt–Sopron   | Wiener Neustadt Hbf – Loipersbach-Schattendorf         | 26 km     |             |
| Ende 2026     | Fohnsdorfer Bahn                     | Zeltweg – Pöls                                         | 13 km     |             |
| Ende 2027     | Leobersdorfer Bahn                   | St. Pölten Hbf – Traisen – Hainfeld                    | 31 km     |             |
| Ende 2027     | Bahnstrecke Traisen–Kernhof          | Traisen – Schrambach                                   | 9 km      |             |
| Ende 2027     | Mattigtalbahn                        | Friedburg – Braunau am Inn                             | 16 km     |             |
| Ende 2028     | Bahnstrecke Pöchlarn–Kienberg-Gaming | Pöchlarn – Scheibbs                                    | 27 km     |             |
| Ende 2028     | Köflacherbahn                        | Graz Hbf – Lieboch – Köflach                           | 40 km     |             |
| Ende 2028     | Wieserbahn                           | Lieboch – Wettmanstätten                               | 17 km     |             |
| Ende 2028     | Steirische Ostbahn                   | Graz Ostbahnhof – Szentgotthárd                        | 76 km     |             |
| Ende 2029     | Bahnstrecke Herzogenburg–Krems       | Krems – Herzogenburg                                   | 20 km     |             |
| Ende 2029     | Donauuferbahn (Wachau)               | St. Valentin – St. Nikola-Struden                      | 44 km     |             |
| Ende 2029     | Innkreisbahn                         | Neumarkt-Kallham – Braunau am Inn                      | 59 km     |             |
| 2030          | Bahnstrecke Wiener Neustadt–Sopron   | Loipersbach-Schattendorf – Sopron                      | 8 km      |             |
| 2030          | Semmering-Basistunnel                | Gloggnitz – Mürzzuschlag                               | 32 km     |             |
| 2032          | Brennerbasistunnel                   | Innsbruck – Franzensfeste                              | 64 km     |             |
| 2035          | Radkersburger Bahn                   | Spielfeld-Straß – Bad Radkersburg                      | 31 km     |             |

### Projekte mit ungewisser Realisierung
| Jahr | Strecke                                  | Abschnitt                                                 | Länge km  | Bemerkungen |
| ---- | ---------------------------------------- | --------------------------------------------------------- | --------- | ----------- |
|      | Almtalbahn                               | Wels Hbf – Sattledt                                       | 13 km     |             |
|      | Aschacher Bahn                           | Eferding – Aschach an der Donau                           | 8 km      |             |
|      | Aspangbahn                               | Wiener Neustadt Hbf – Aspang                              | 34 km     |             |
|      | Leobersdorfer Bahn                       | Leobersdorf – Weissenbach-Neuhaus                         | 19 km     |             |
|      | Regionalstadtbahn Linz und Mühlkreisbahn | Linz Hbf – Linz Urfahr – Rottenegg – Kleinzell            | ca. 34 km |             |
|      | Regionalstadtbahn Linz                   | Linz Urfahr – Linz Universität – Gallneukirchen/Pregarten | km        |             |
|      | Schneebergbahn                           | Wiener Neustadt Hbf – Bad Fischau-Brunn                   | 9 km      |             |
|      | Thermenbahn                              | Bahnhof Hartberg sowie Strecke davor und danach           | ca. 30 km |             |